# Manchester United FC
A Manchester United Football Club (rövidítve gyakran Man United vagy csak United) Anglia egyik leghíresebb és legsikeresebb labdarúgóklubja. Hússzoros angol bajnok (Premier League, régebben Football League First Division), tizenháromszoros kupagyőztes (FA-kupa), hatszor nyerte meg a Ligakupát, háromszor Európa első számú kupasorozatát (BEK, Bajnokok Ligája) és egyszer a KEK-et, az Interkontinentális kupát, az Európai szuperkupát, az Európa-ligát, valamint a klubvilágbajnoki trófeát hódította el. A legutóbbi tizenöt szezonban a Manchester United volt az átlagban legtöbb nézőt vonzó csapat hazájában, például a 2023–2024-es szezonban mérkőzéseik átlagos nézőszáma 73 534 volt.
A klub Newton Heath (L&YR) FC néven alakult 1878-ban, a Lancashire-Yorkshire vasút Newton Heath-i depójának csapataként. 1902-ben, amikor a klub a csőd szélén állt, John Henry Davies vásárolta meg, és átkeresztelte Manchester Unitedre. A második világháborúban lebombázták a csapat pályáját, ezért nyolc évig a Manchester City otthonában kellett játszania. A második világháború után a klub Sir Matt Busbyt szerződtette edzőnek, aki az ifjúsági csapatra épülő felnőttekkel nagy sikereket ért el. A csapat 1956-ban és 1957-ben is megnyerte a bajnokságot. A sikersorozatot a müncheni légikatasztrófa törte meg, amelyben a csapat nyolc játékosát elvesztette. Bár úgy tűnt, hogy ez a klub végét jelenti, de a következő években újjáépítették a csapatot, amely 1965-ben és 1967-ben újra bajnokságot, majd 1968-ban BEK-et nyert.
Ezután hosszú szünet következett, és a klub csak az 1990-es évektől vált újra sikeressé. Sir Alex Ferguson irányításával a Manchester United 12 év alatt kilencszer nyert bajnokságot. 1999-ben a Manchester United volt az első csapat, amely ugyanabban a szezonban megnyerte az UEFA-bajnokok ligáját, az angol bajnokságot és az angol kupát. Ezután ütötték lovaggá Alex Fergusont.
A klub 1991 óta részvénytársaság (Public Limited Company) cégformában működik. 1999-ben a brit kormány megakadályozta, hogy Rupert Murdoch felvásárolja a céget, de 2005-ben Malcolm Glazer mégis megvette a klub részvényeinek nagy részét, a vételár jelentős része kölcsön volt. 2023-ban Sir Jim Ratcliffe felvásárolta a csapat részvényeinek 27,7%-át és teljes irányítást kapott a cég labdarúgással foglalkozó ágazata felett.

## Klubtörténet

### A kezdetek (1878–1945)

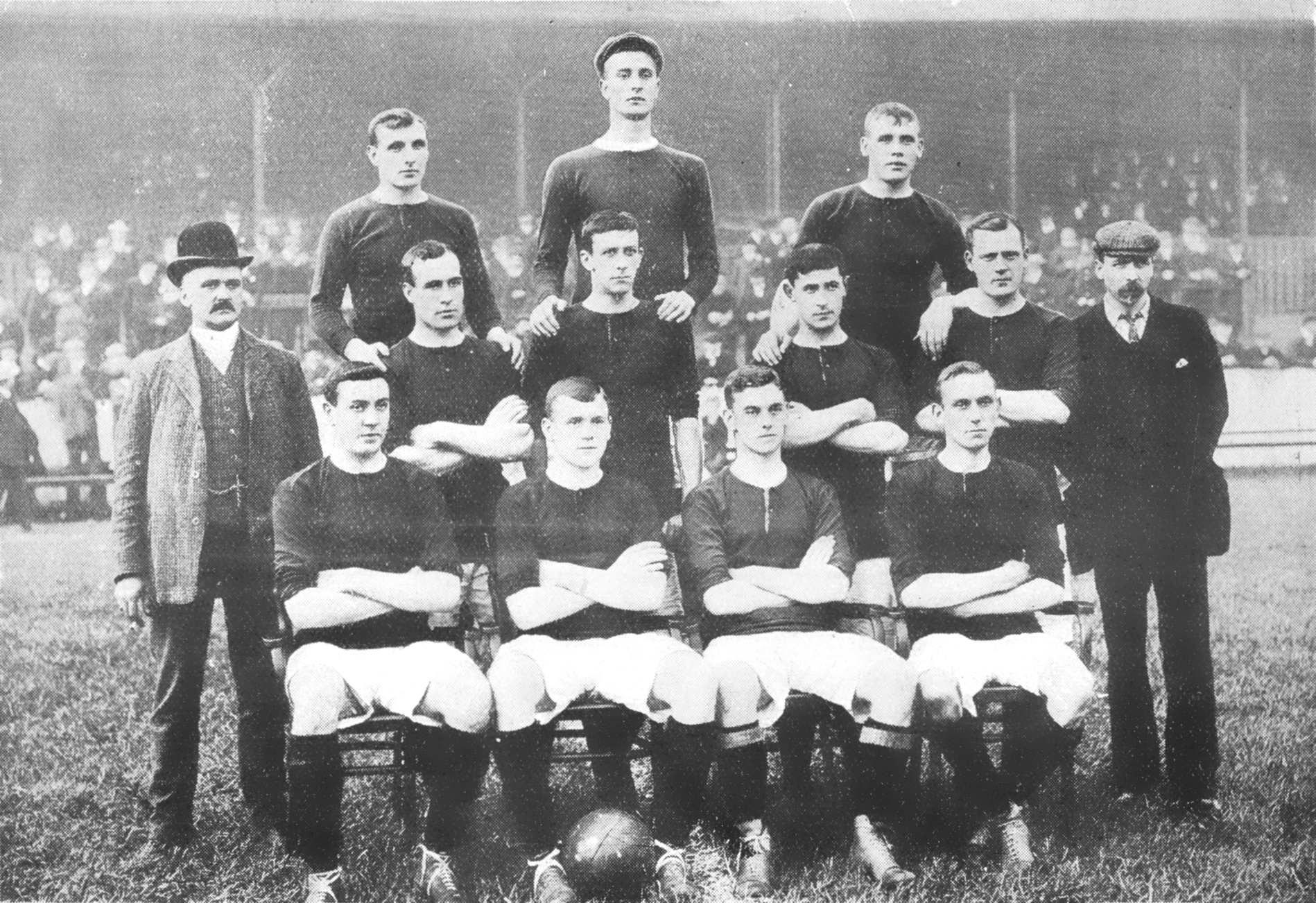
A Manchester United 1905–06-os kerete, amely feljutott a Division One-ba

A klub 1878-ban alakult Newton Heath L&YR FC néven, a Lancashire-Yorkshire vasúti társaság Newton Heath-i depójának csapataként. A játékosok akkoriban zöld mezt viseltek aranyszínű csíkokkal. Első pályájuk a North Roadon rendkívül rossz állapotú volt. Innen költöztek át a Bank Streetre 1893-ban. Egy évvel korábban léptek be az angol labdarúgó ligába, és függetlenné váltak a vasúti társaságtól. Nevükből kikerült a L&YR rövidítés, tehát Newton Heath FC-ként működtek tovább. Nem sokkal ezután, 1902-ben a klub közel került a csődhöz, adóssága közel 2500 fontra rúgott. A végrehajtók bezárták a Bank Streetet is.
Nem sok hiányzott a csődhöz, de aztán a csapat nagyobb összeget kapott a manchesteri sörgyár igazgatójától, John Henry Daviestől. A legenda szerint az akkori csapatkapitány, Harry Stafford kiállította díjnyertes kutyáját a klub számára rendezett gyűlésen, az üzletembernek megtetszett, és szerette volna megvenni. Stafford ebbe nem egyezett bele, de rá tudta bírni Daviest, hogy segítsen a csapaton és legyen az elnöke. Ezután ez első gyűlések egyikén felmerült, hogy meg kellene változtatni a klub nevét. Olyan ötletek merültek fel, mint a Manchester Central vagy a Manchester Celtic, ekkor mondta Louis Rocca, egy fiatal olasz emigráns, hogy „Uraim, miért nem hívjuk magunkat Manchester Unitednek?”. Mindenkinek tetszett az ötlet, így 1902. április 26-án a csapat neve hivatalosan is Manchester United lett. Davies a klubszíneket is megváltoztatta zöld-aranyról vörös-fehérre.
1902. szeptember 28-án, James West lemondása után Ernest Mangnall lett a United új menedzsere. Azt a célt tűzte ki maga elé, hogy feljuttatja csapatát az élvonalba. Az első szezonja nem sikerült rosszul, a másodosztály ötödik helyét sikerült elérnie. Jobb eredmények reményében új játékosokat is igazolt, például Harry Moger kapust, Dick Duckworth védőt és John Picken csatárt. A legjobb benyomást a Grimsbytől érkezett Charlie Roberts tette mindenkire. Az 1903–04-es szezonban a manchesteriek mindössze egy ponttal maradtak le a második, már feljutást érő helyről.
Nem váratott sokat magára az első feljutás, az 1905–06-os idényben második lett a csapat. Első élvonalbeli 1906–07-es évadjukban nyolcadikok lettek, majd 1908-ban elnyerték első bajnoki címüket. Ekkoriban a Manchester City büntetést kapott, mivel az Angol labdarúgó-szövetség (FA) által meghatározott maximum fizetésnél többet adott játékosainak. 250 fontos büntetést kaptak és 18 játékosukat eltiltották attól, hogy valaha újra náluk futballozzanak. A Unitednak jól jött ez a helyzet, többek között olyan játékosokat kaparintottak meg, mint Billy Meredith (az első „Walesi varázsló”) vagy Sandy Turnbull.
Az 1908–09-es szezon jól indult a csapat számára, hiszen megnyerte első Charity Shieldjét, az idény végén pedig az FA-kupát is betehették a vitrinjükbe. Turnbull és Meredith remekeltek, az előbbi szerezte a győztes gólt a kupadöntőn. A vörös ördögöknek két évet kellett várniuk egy újabb trófeára, 1911-ben ismét bajnokok lettek. Időközben átköltöztek az Old Traffordra, amely mindmáig az otthonuk. Az új stadiont 1910. február 19-én avatták fel a Liverpool ellen. A United már 3:0-ra vezetett, de végül 4:3-ra kikapott. 1912-ben Mangnall távozott a klubtól, éppen a városi rivális Cityhez szerződött. Az 1911-es siker után a csapat 41 évig nem nyert bajnokságot, ami a leghosszabb ilyen időszak történetében.
A következő tíz évben azért küzdöttek, hogy az élvonalban maradjanak. Nehéz szezonok után 1922-ben végül kiestek, de három év múlva visszajutottak. A második világháborúig tartó időszakban hullámvasutazásba kezdtek az első két osztály között. A világégés előtti utolsó évadban sikerült bent maradniuk a Division One-ban.

### A Matt Busby fémjelezte évek (1945–1969)
1945-ben került sor Matt Busby, az első, később igazán híressé vált menedzser kinevezésére a Unitednél. Nem voltak különösebb elvárások vele szemben a vezetőség részéről, ő dönthette el, hogy kit tart meg, ad el vagy igazol le, és teljes mértékben ő állította össze az edzéstervet is. Busby azért nem a Liverpool vezetőedzője lett, mert ott nem kapott volna ekkora szabadságot tervei megvalósításához. A mester nem egy játékost, hanem egy segédet (Jimmy Murphy) szerződtetett elsőként. A kockázat, amelyet a korábbi Liverpool-játékos kinevezésével vállalt a manchesteri alakulat, már az első években megtérült. 1948-ban FA-kupát nyert a csapat, 1947-től 1949-ig pedig második volt. Ezek a sikerek főként három helyi születésű játékosnak, Stean Pearsonnak, Jack Rowley-nak és Charlie Mittennek voltak köszönhetőek (Pearson és Rowley az FA-kupa-döntőn is betalált). A negyedik nagy közönségkedvenc Allenby Chilton volt.

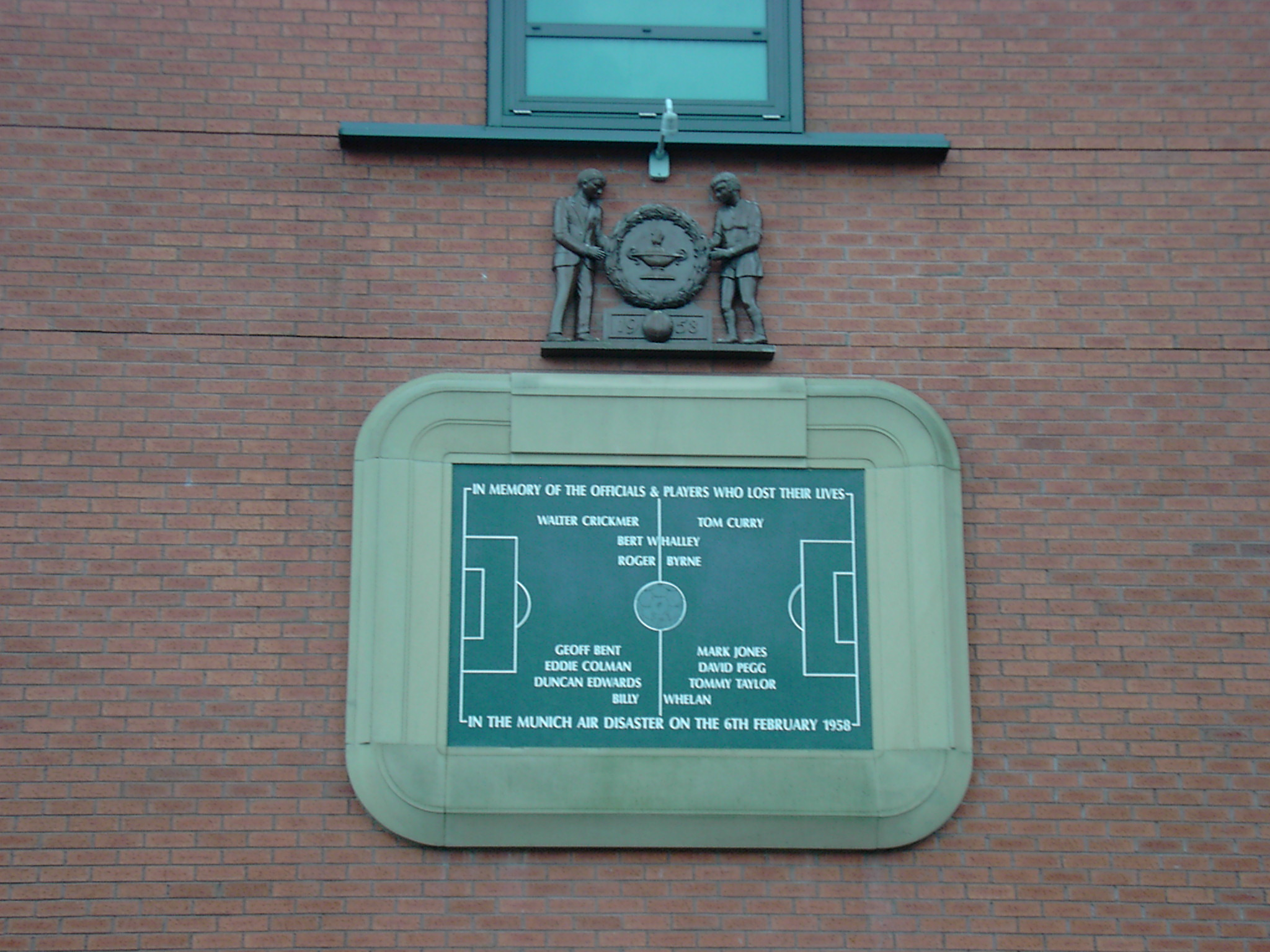
A müncheni tragédiában elhunytak emlékét őrző emléktábla az Old Traffordnál

Mitten a kolumbiai kalózligába igazolt nagyobb fizetésért, de a Unitednél maradt nagy öregek 1952-ben elhódították a Division One trófeáját. Busby tudta, hogy egy futballcsapatnak többre van szüksége, mint tapasztalt játékosokra, ő volt az első, aki igazán elkezdte beépíteni a felnőttek közé az ifiakadémia neveltjeit. Az első időszakban olyan feltörekvő tehetségek kerültek a csapatba, mint Roger Byrne, Bill Foulkes, Mark Jones és Dennis Viollet. Időbe került, míg sikerült beilleszkedniük, amit az is jól mutatott, hogy 1953-ban mindössze a nyolcadik helyet sikerült elcsípni. Három év múlva azonban ismét bajnoki címet ünnepelhetett az Old Trafford közönsége egy olyan csapatnak köszönhetően, amelynek átlagéletkora mindössze 22 év volt és 103 gólt lőtt. Busby edzői sikerességének a kulcsa ezután az ifikben való bizalom volt, nem csoda, hogy felfedezettjeit „Busby-bébiknek” hívták. A korszak legismertebb fiatalja Duncan Edwards volt, aki 1953-ban mutatkozott be a Unitedben, mindössze 16 évesen. Azt tartották róla, hogy bármelyik poszton képes remekül játszani, és ő minden idők legjobb futballistája. Az 1956–57-es évadban bajnok lett a csapat, és az FA-kupa döntőjébe is bejutott, de ott kikapott az Aston Villától. A Vörös Ördögök képviselhették először Angliát az európai porondon. A BEK-ben az elődöntőig jutottak, ahol a Real Madrid állította meg őket. Menetelésük során 10:0-ra legyőzték a belga Anderlechtet.
A következő szezonban Hatalmas tragédia sújtotta a Unitedet: egy BEK-meccsről hazafelé tartva repülőgépük leszállt Münchenben üzemanyagot vételezni, de a kifutópálya olyan hólatyakos volt, hogy nem sikerült a felszállás. A gép kétszer is megpróbált felemelkedni, de nem sikerült. Harmadszorra a repülőgép megcsúszott, átszakított egy kerítést és egy használaton kívüli házba csapódott. Az 1958. február 6-ai müncheni légikatasztrófa nyolc játékos (Geoff Bent, Roger Byrne, Eddie Colman, Duncan Edwards, Mark Jones, David Pegg, Tommy Taylor, Liam „Billy” Whelan) és további tizenöt utas életébe került.
A baleset után Harry Gregg kapus eszmélt a leggyorsabban, és félvén, hogy a roncs felrobbanhat, biztonságos helyre vitte Bobby Charltont és Dennis Violletet. A fent említett nyolc játékos közül hét a helyszínen, Edwards pedig néhány nappal később a kórházban vesztette életét. Több túlélő nem térhetett vissza a pályára, mivel súlyosan megsérültek. Az orvosok Matt Busby túlélésére szinte semmi esélyt nem adtak, a mester azonban csodával határos módon felépült, és körülbelül két hónap után folytatta munkáját.

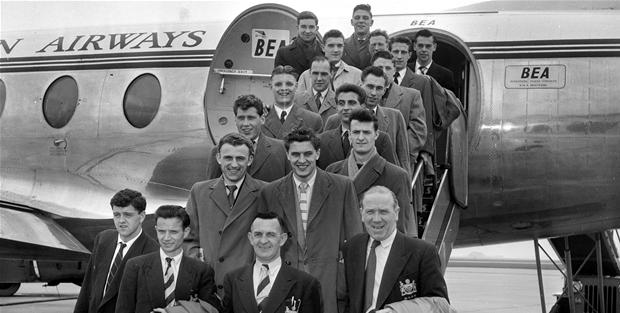
A Busby Babes 1955-ben, Dániában

Felmerült annak a lehetősége, hogy a szezon végéig a csapat visszavonul minden sorozattól, de Jimmy Murphy egy időre átvette az irányítást, és a tartalékok, valamint az ifik segítségével összehozott egy játékképes gárdát. A tragédia ellenére a United bejutott az FA-kupa döntőjébe, ahol kikapott a Bolton Wandererstől. A szezon végén az UEFA arra kérte az FA-t, hogy a bajnokságot nyerő Wolverhampton Wanderers mellett a manchesterieket is engedje elindulni a BEK-ben, de a szövetség erre nem volt hajlandó. A következő évadot a második helyen zárta a csapat.
Busby az 1960-as évek elején megkezdte az újjáépítést, leigazolta többek között Denis Law-t és Pat Crerandot. Az utánpótlás-nevelés szintén nagy szerepet kapott, hiszen ekkoriban került fel a profik közé a legendássá vált George Best is. Az északír fiú remek fizikummal rendelkezett, de nem ez volt a fő erőssége. Rendkívül jól kezelte labdát, gyors volt és bármilyen védőfalon képes volt átjutni. A megújult gárda 1963-ban elhódította az FA-kupát, de a Division One-ban mindössze a 19. helyen zárt, 1965-ben és 1967-ben viszont bajnokok lettek. Az 1968-as BEK-szereplés remekül sikerült nekik, hiszen bejutottak a döntőbe, ahol hosszabbítás után 4:1-re verték az Eusébio féle Benficát. A United lett az első angol csapat, amely elhódította a kor legértékesebb európai trófeáját. A keretben három aranylabdás játékos is volt (George Best, Denis Law és Bobby Charlton). 1969-ben Busby lemondott a vezetőedzői állásról, helyét a tartalékcsapat edzője, Wilf McGuinness vette át.

### 1969–1986

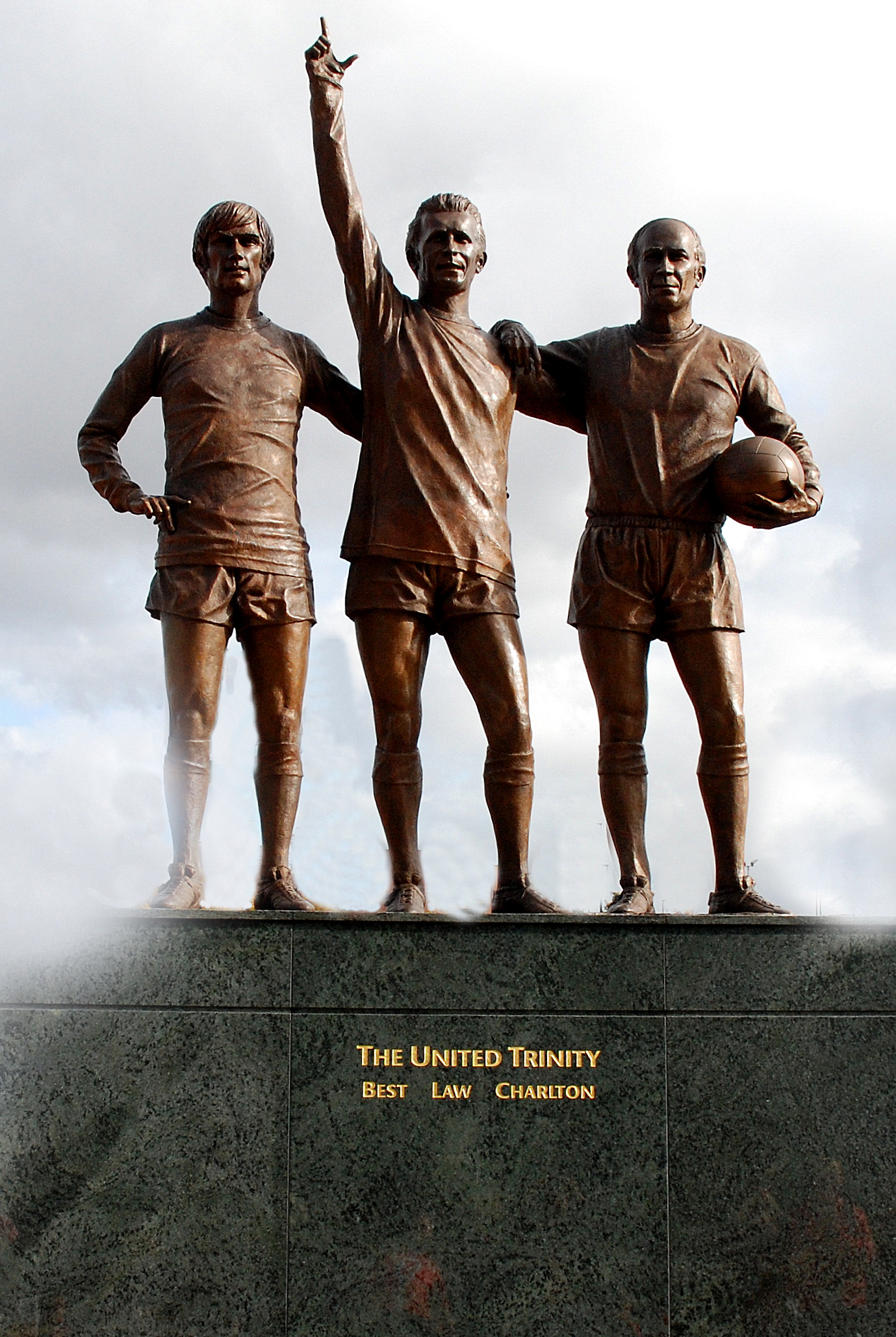
A United Trinity, azaz a Szentháromság. Best (balra), Denis Law (középen) és Bobby Charlton (jobbra) szobra az Old Traffordon

A United kereste Busby utódját, de hosszú ideig nem akadtak rá a megfelelő mesterre. McGuinness alatti első szezonjukat a kiábrándító nyolcadik helyen zárták. Az 1970–71-es idény sem indult nagyobb sikerrel, ezért a szakember úgy döntött, hogy visszatér a tartalékokhoz. A vezetőknek sikerült visszacsábítaniuk Busbyt, akivel a magabiztosság is visszatért, de csak az évad végéig. Időközben olyan játékosok távoztak, mint Nobby Stiles vagy Pat Crerand.
A manchesteriek szóban már megegyeztek a Celtic-kel BEK-et nyerő Jock Steinnel, de végül nem ő, hanem Frank O’Farrell vette át az irányítást. McGuinnisshez hasonlóan ő sem volt sikeres, és mindössze 18 hónapig ült a kispadon, de legalább leigazolt néhány tehetséges játékost. Közülük a leghíresebb Martin Buchan volt, aki az Aberdeentől érkezett. 1972-ben Tommy Docherty lett a menedzser, akinek sikerült megmentenie csapatát a kieséstől. 1974-ben viszont már nem kerülhette el a sorsát a United, és kiesett. Előtte Best, Charlton és Law is távozott. Utóbbi a Man City játékosa lett, és éppen az ő góljával dőlt el, hogy a United kiesett az élvonalból. A trió pótlására Lou Macari, Stewart Houston és Brian Greenhoff érkezett az Old Traffordra. Egyikük sem volt rossz játékos, de nem tudták feledtetni a korábbi nagyok hiányát.
A csapat első próbálkozásra feljutott, majd kétszer egymás után (1976, 1977) bejutott az FA-kupa döntőjébe. Első alkalommal kikapott a Southamptontól, de másodszor 2–1-re legyőzte a Liverpoolt. Ekkoriban igazolták le Steve Coppellt a Tranmere Roverstől. Sikerei ellenére Dochertynek mennie kellett, mivel viszonya volt az egyik gyúró feleségével.
1977 nyarán Dave Sexton vette át Docherty helyét. Az új mester jó játékosokat igazolt (Joe Jordan, Gordon McQueen, Gary Bailey, Ray Wilkins), de védekező felfogása miatt nem tartozott a szurkolók kedvencei közé. A United nem tudott elmozdulni a tabella közepéről, csak egyszer, amikor második lett. Egy alkalommal az FA-kupa döntőjébe is bejutottak Sexton alatt, de ott kikaptak az Arsenaltól. 1981-ben a vezetőség elküldte a mestert a kispadról.
Sexton utódja a tehetséges Ron Atkinson lett, aki megdöntötte a brit átigazolási rekordot Bryan Robson szerződtetésével. Robson hamar az MU legjobb középpályásává vált Edwards óta. Mellette Manchesterbe érkezett még Jesper Olsen, Paul McGrath és Gordon Strachan is. A kor két leghíresebb saját nevelésű futballistája Norman Whiteside és Mark Hughes volt. A csapat három éven belül két FA-kupát is nyert (1983, 1985). Az 1985–86-os szezonban első tíz meccsüket megnyerték, így hamar nagy előnyre tettek szert a bajnokságban, teljesítményük azonban visszaesett, és végül csak a negyedik helyen futottak be. A rossz forma a következő évadban sem múlt el, és a csapat közel került a kiesőzónához, ezért Atkinsont 1986 novemberében kirúgták.

### Alex Ferguson-éra

#### A triplázás előtt (1986–1998)

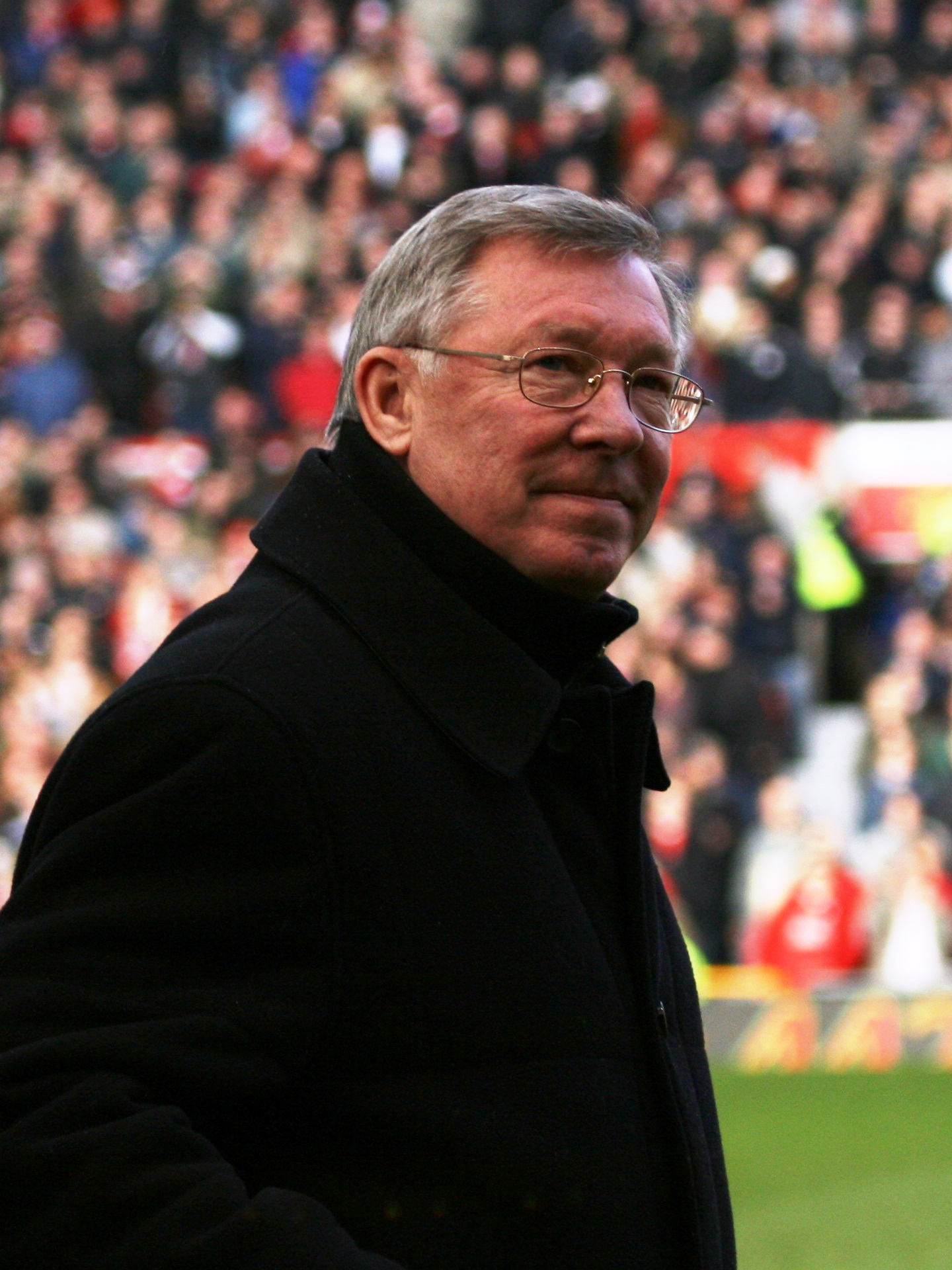
Sir Alex Ferguson

Alex Ferguson érkezett a klubhoz, hogy befejezze az Atkinson által félbehagyott munkát. Az 1986–87-es szezont a 11. helyen zárta a csapat, de utána másodikként futottak be, és George Best után egy újabb játékosnak sikerült húsz bajnoki gólt szereznie egy idényen belül, Brian McClair személyében.
A következő két szezonban azonban szenvedett a United, és a szurkolók úgy látták, hogy Ferguson igazolásai nem érik el a kívánt szintet. A skót szakember 1990-ben közel került ahhoz, hogy eltávolítsák, de a Vörös ördögök, ha nehezen is, legyőzték a Nottingham Forestet az FA-kupa harmadik fordulójában. Végül megismételt döntőben megnyerték a sorozatot a Crystal Palace ellen.
Az 1990–91-es szezonban elhódították a KEK-trófeát is a Barcelona legyőzésével. A bajnoki címért folytatott versenyt a Leeds United ellen elvesztették, de jól jövedelmező szponzori szerződést kötöttek a Londoni Értéktőzsdével.

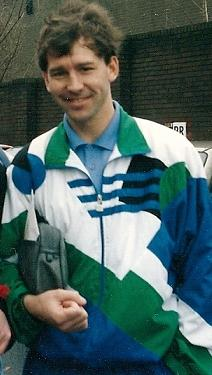
Bryan Robson

Éric Cantona 1992-es leigazolásával új időszámítás kezdődött az Old Traffordon. A francia játékos remekül megértette magát Denis Irwinnel, Gary Pallisterrel, Paul Ince-szel vagy az olyan fiatal tehetségekkel, mint például Ryan Giggs. Az 1992–93-as idényben, 1967 után először, ismét bajnoki címet ünnepelhetett a United. A következő szezonban (már Roy Keane-nel kiegészülve) első alkalommal tudott duplázni a csapat, azaz elnyerte a bajnoki címet és az FA-kupát is. A sikerek mellett azonban gyászoltak is a manchesteriek, hiszen elhunyt korábbi legendás menedzserük, Matt Busby.
Az 1994–95-ös szezonban Cantona hosszú eltiltást kapott, mert egy mérkőzésen kungfurúgással leterített egy őt sértegető Crystal Palace-drukkert. Végül a csapat a Premier League második helyén végzett, és kikapott az FA-kupa döntőjében is az Evertontól. Ferguson ezután nagyon bátor lépésre szánta el magát, ami nem mindenkinek tetszett: több nagynevű játékost eladott, és saját nevelésű tehetségekkel pótolta őket. Ekkor olyan, mára híressé vált futballisták kapták meg profi szerződésüket, mint David Beckham, Gary Neville, Phil Neville és Paul Scholes. Közülük sokan igen hamar angol válogatottak lettek. Meglepetésre a megfiatalodott United megnyerte a bajnokságot és a kupát is 1995–96-ban. Ezzel a Manchester United lett az első csapat, amely kétszer is duplázni tudott, hőstettüket „dupla duplaként” emlegetik.
A következő szezon végén ismét bajnokok lettek, és Éric Cantona harmincévesen bejelentette visszavonulását. Az 1997–98-as évadot jól kezdték, de végül másodikok lettek, a bajnoki címet és a kupát is az Arsenal nyerte.

#### A triplázás (1998–1999)
Az 1998–99-es szezon volt a Manchester United legsikeresebb szezonja. Nemcsak saját, de az angol futball történelmét is átírták, hiszen elsőként tudtak triplázni, vagyis elhódították a Premier League, az FA-kupa és a UEFA-bajnokok ligája serlegét is. Egy nagyon szoros szezon után nyerték meg a bajnokságot, az utolsó fordulóban 2–1-re verték a Tottenham Hotspurt, és jobb gólkülönbséggel előzték meg az utolsó fordulóban az Aston Villa FC ellen diadalmaskodó Arsenalt. A Premiership megnyerése volt a tripla első állomása, melyet Sir Alex Ferguson úgy írt le, mint a legnehezebb lépést. Az FA-kupa döntőjében a Newcastle United volt az ellenfél. A 2–0 arányú győzelem Teddy Sheringham és Paul Scholes góljainak volt köszönhető. A szezon utolsó meccse a Bayern München elleni BL-finálé volt. A németek végig vezettek, már mindenki elkönyvelte a győzelmüket, de az utolsó pillanatokban két, szöglet után szerzett góllal az angolok nyertek. A BL-siker után a csapat az interkontinentális kupán is indulhatott, melyet szintén megnyert a Palmeiras döntőbeli legyőzésével.

#### A triplázás utáni időszak (1999–2007)

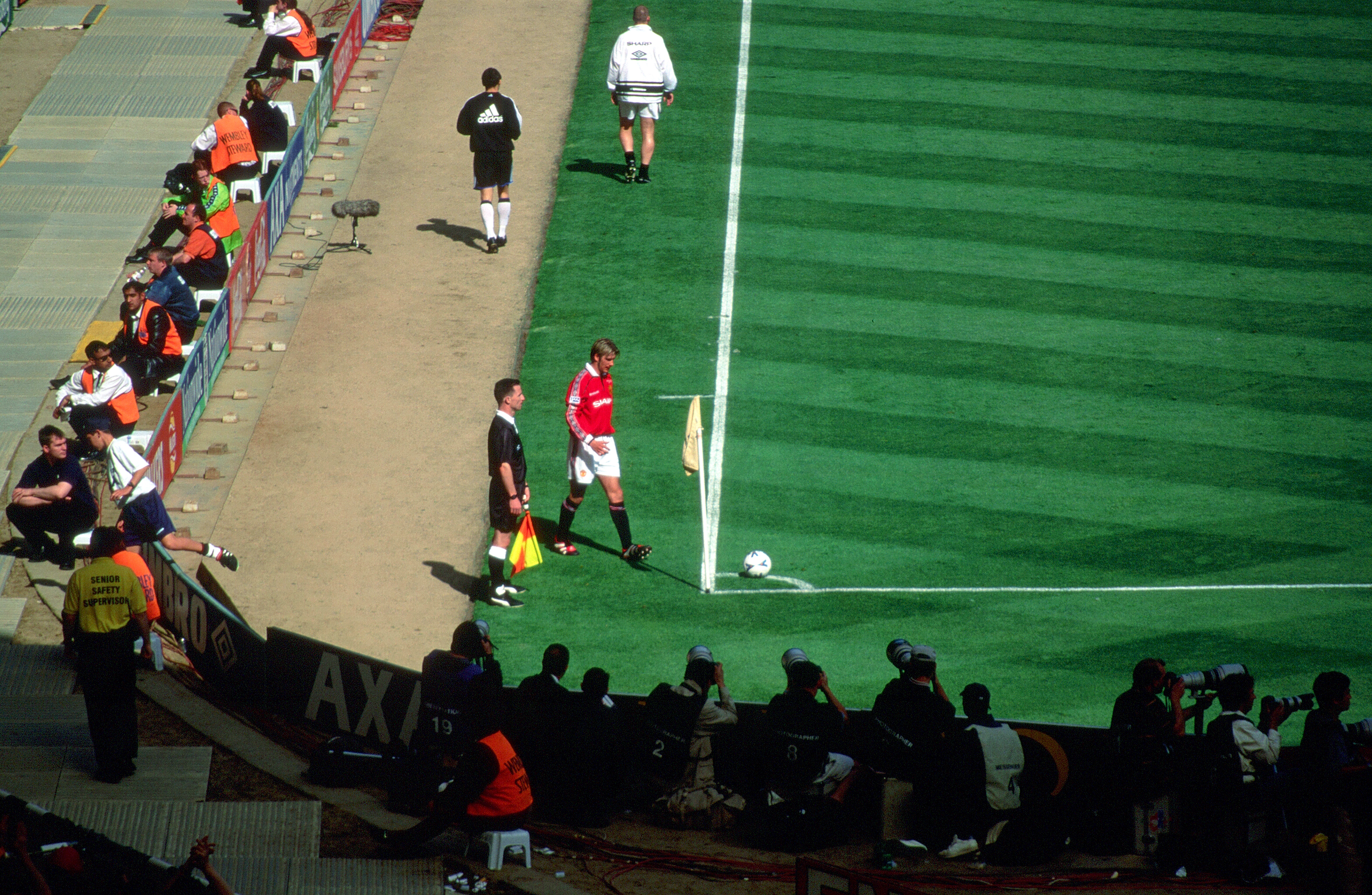
David Beckham az 1990-es és 2000-es évek manchesteri idolja

A manchesteriek 2000-ben és 2001-ben is elnyerték a bajnoki címet, de sokakban hiányérzet támadt, amiért az európai porondon nem jöttek az újabb sikerek. Az ezredfordulón alakult meg a leggazdagabb, legbefolyásosabb csapatokat tömörítő szövetség, a G-14, amelynek a United kezdetektől fogva tagja. Ferguson megpróbálkozott egy védekezésre több gondot fordító taktikával, hogy csapatát nehezebben győzzék le a külföldi ellenfelek. Ez nem járt sok sikerrel, a 2001–02-es évadban harmadikként zárt a klub. A következő szezonban visszahódították a bajnoki címet, de ezt követően teljesítményük visszaesett, főleg amikor Rio Ferdinand nyolc hónapra szóló eltiltást kapott, amiért nem jelent meg egy doppingvizsgálaton. 2004-ben megnyerték az FA-kupát a Millwall legyőzésével. A döntőig vezető úton legyőzték a bajnokságot nyerő Arsenalt is.
A 2004–05-ös idény gól- és sikerszegény volt. Előbbi főleg Ruud van Nistelrooy sérülésének volt köszönhető. A United harmadik lett a Premier League-ben, az FA-kupa fináléjában pedig kikapott az Arsenaltól. A találkozón a manchesteriek valamivel jobbak voltak, de nem sikerült gólt szerezniük, így büntetőpárbajra került a sor, ahol az Ágyúsok diadalmaskodtak. Ebben az időszakban merült fel először, hogy egy amerikai üzletember, Malcolm Glazer szeretné felvásárolni a csapatot.
A következő szezon rajtja rendkívül rosszul sikerült, ráadásul Roy Keane is távozott a Celtichez, miután nyilvánosan kritizálta csapattársait. Az egyik legnagyobb csapás az volt, amikor a Man Utd kikapott a Benficától, és még a BL csoportköréből sem jutott tovább. A rossz formán való túllépést sérülések is nehezítették, az évad végéig Gabriel Heinze, Paul Scholes, Ryan Giggs és Alan Smith is harcképtelenné vált. Nem múlt el azonban trófea begyűjtése nélkül az év, a csapat a Ligakupa döntőjében 4–0-ra verte a Wigant. Van Nistelrooy összeveszett Sir Alex Fergusonnal, ezért úgy döntött, a Real Madridhoz igazol.

##### A Glazer-család színrelépése
2005. május 12-én Malcolm Glazer elkezdte felvásárolni a Unitedet, négy nappal később már a részvények 75 százaléka a kezében volt. Az üzletember 800 millió fontot fizetett részesedéséért. ellenében vette meg a csapatot. Az összeg nagy részét azonban hitelből fedezte, így félő volt, hogy a klub el fog adósodni, de a mai napig hatalmas bevételt könyvelhetnek el minden szezon után.
Amikor meghallották a felvásárlásról szóló híreket, rengeteg United-szurkoló kezdett tüntetésbe, többen elégették szezonbérletüket, mások „United not for sale!”, azaz „A United nem eladó!” feliratú zászlókat lengettek. Egy csoport új csapatot alakított FC United of Manchester néven. A 2009–2010-es szezonban terjedt el a zöld-sárga sávos (a Newton Heath színei voltak) mintázatú sál, amely a Glazer-család elleni tiltakozást fejezte ki.

#### 2007–2010
2006–07-re Ferguson úgy döntött, visszatér a támadó taktikához, amely az 1990-es években bevált. Ez most sem volt másképp, 32 meccs alatt majdnem hússzal több gólt szereztek, mint a második helyezett Chelsea. 2007 januárjában két hónapra kölcsönvették a legendás csatárt, Henrik Larssont a svéd Helsingborgstól, akinek nagy szerepe volt abban, hogy a United bejutott a BL elődöntőjébe egy Roma elleni 7–1-es győzelem után, ahol végül 5–3-as összesítéssel kiesett az AC Milan ellen.
Az UEFA szervezett egy barátságos meccset az Európa-válogatott és a Vörös ördögök között az Európai Unió fennállásának 50. évfordulójára. A United 4–3 arányban legyőzte a Marcello Lippi által vezényelt ellenfelet.
2007. május 6-án, négy év után először, biztossá vált, hogy bajnokok lesznek a manchesteriek, miután a címért versenyben lévő Chelsea döntetlent játszott az Arsenallal. A negyedik dupla azonban nem adatott meg nekik, mivel az FA-kupa döntőjében hosszabbítás után kikaptak a Chelsea-től.
A 2007–08-as bajnoki rajt nem sikerült túlságosan jól a United számára, de végül megelőzték a hosszú ideig magabiztosan vezető Arsenalt, és a hajrában őket beérő Chelsea-t. Az utolsó forduló előtt pontegyenlőség állt fenn, csak jobb gólkülönbségük miatt lettek elsők a manchesteriek. Teljesítették kötelező feladatukat, a Wigan legyőzését, londoni riválisaik ezzel szemben döntetlent játszottak a Boltonnal. Ez azt jelentette, hogy a Vörös ördögök kétpontos előnnyel lettek bajnokok.

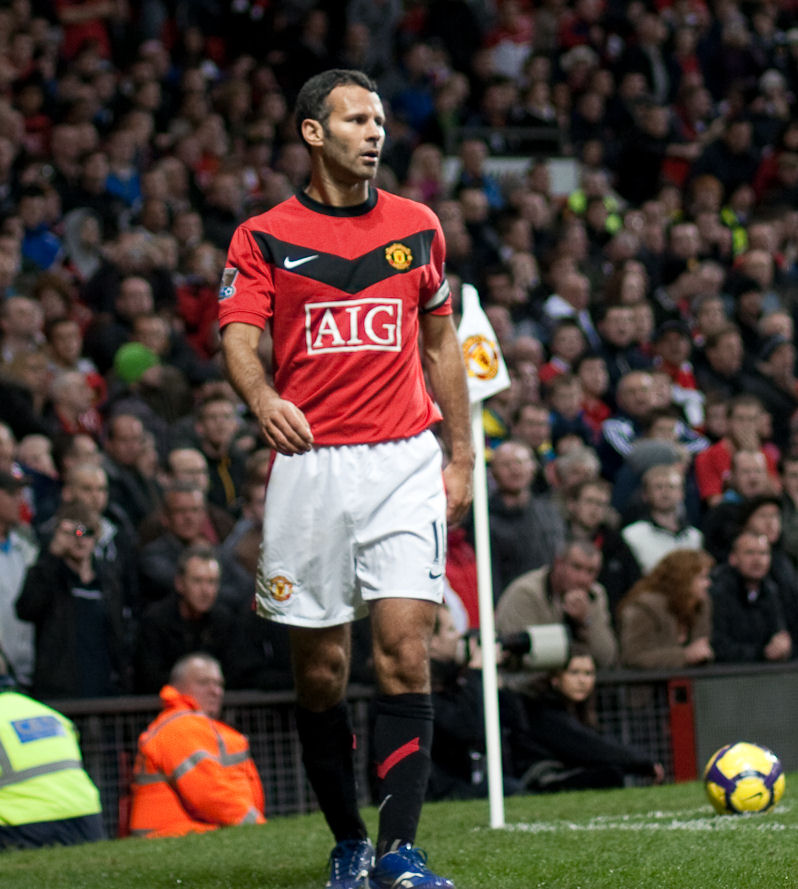
Ryan Giggs 24 éven át szolgálta a Manchester Unitedet

A Barcelona legyőzése után az MU a Bajnokok Ligája döntőjébe is bejutott, ahol a bajnokság utolsó feléhez hasonlóan a Chelsea volt az ellenfél. A moszkvai finálét a vörös mezesek kezdték jobban, a 26. percben a vezetést is megszerezték Cristiano Ronaldo révén. A meccs ezen szakaszában nagyobb előnyre is szert tehettek volna, de Frank Lampard egy szerencsés helyzet után egyenlített. A második játékrész már a londoniaké volt, akik kétszer a kapufát is eltalálták, de újabb gól sem a rendes játékrészben, sem a kétszer 15 perces hosszabbításban nem született. A büntetőrúgások során előbb Ronaldo lövését védte Petr Čech, majd az utolsóként lövő John Terry a kapufát találta el, végül Nicolas Anelka lövését kiütötte Edwin van der Sar, így a Manchester United nyerte a BL 2007–08-as kiírását.
A triplázás azonban elmaradt, mert a csapat a negyeddöntőben kikapott a Portsmouth-tól, így a kikötővárosiak kerültek három másodosztályú csapat társaságában az elődöntőbe. Végül a Pompey a döntőig menetelt, amelyet meg is nyert a Cardiff City ellen.
A következő szezon előtt a Unitednek az FA Community Shieldben lehetősége nyílt, hogy visszavágjon a Portsmouth-nak. A mérkőzés rendes játékideje és a hosszabbítás is 0–0-s eredménnyel zárult. A Vörös ördögök ezután 3–1-re nyertek a büntetőpárbajban. A BL-győzelem után a csapat az Európai Szuperkupát is megnyerhette volna, de 2–1-es vereséget szenvedett az UEFA-kupa-győztes FK Zenyit Szankt-Petyerburgtól.
A Bajnokok Ligája csoportköreinek sorsolásán Cristiano Ronaldót választották az előző kiírás legjobbjának. A portugál később még több egyéni díjat besöpört, köztük az Aranylabdát is. A BL-ben az E jelű csoportba került a United a Villarreal, az Aalborg és a Celtic mellett.
2008. december 21-én újabb trófeát nyert a csapat, ezúttal a Klubvilágbajnokság serlegét hódították el. A döntőben az ecuadori LDU Quitót verték 1–0-ra, Wayne Rooney góljával.
A csoportjukból elsőként jutottak tovább a Bajnokok Ligájában, a nyolcaddöntőben az Internazionaléval sorsolták össze őket. Az első meccs Milánóban 0–0-val ért véget úgy, hogy Jonny Evans és John O’Shea kisebb sérüléssel lépett pályára. A visszavágót március 11-én rendezték, amelyet a Manchester Vidic és Ronaldo góljaival 2–0-ra nyert meg, így bejutott a sorozat negyeddöntőjébe. Ott az FC Portóval kellett mérkőzniük: a hazai 2–2-t követően Portugáliában nyertek 1–0-ra, Cristiano Ronaldo góljával. Az elődöntőben az Arsenal FC volt az ellenfél. Az első mérkőzésen 1–0-ra nyert a Manchester az Old Traffordon, John O'Shea góljával. A visszavágón 3–1-re nyertek idegenben [Van Persie (76. – 11-esből), illetve Pak (8.), C. Ronaldo (11., 61.)]. A Bajnokok Ligája döntőjében az FC Barcelona volt az ellenfelük, amelytől 2–0 arányú vereséget szenvedtek Samuel Eto’o, illetve Lionel Messi góljának köszönhetően.
A manchesteriek a 2008–09-es szezonban a Ligakupa döntőjéig jutottak, ahol 2009. március 1-jén büntetőkkel 4–1-re verték a Tottenham Hotspurt. A menetelés során a Middlesbrough-t, a Queens Park Rangerst, a Blackburn Roverst és a Derby Countyt győzték le. Az FA-kupában az elődöntőig jutottak, ott azonban tizenegyespárbajban az Everton jobbnak bizonyult.

#### 2010–2013

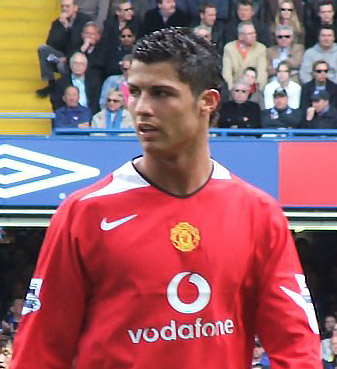
Cristiano Ronaldo a Manchester United mezében

A 2009–2010-es szezon előtt több klasszis távozott, mint például Cristiano Ronaldo, aki akkori átigazolási rekordnak számító 94 millió euróért ment a Real Madridhoz, és sokan azt gondolták, hogy a Manchester nem lesz képes versenyezni a bajnoki címért. Pár meglepő vereségtől eltekintve viszont végig a Chelsea-vel és az Arsenallal meneteltek, elsősorban Wayne Rooney fantasztikus góltermelésének köszönhetően. 2010-ben megnyerték a Ligakupát 2–1-re, a meccsen lesérülő Owen és Rooney góljával, viszont kiestek a Bajnokok Ligájából a Bayern München ellen idegenben kapott góllal, és már a 3. fordulóban búcsúztak az FA-kupától is, a régi nagy rivális, harmadosztályú Leeds United elleni hazai 1–0-s vereség miatt. Az utolsó bajnoki fordulóban egy pont volt a hátránya a Unitednek, nyert is a Stoke City ellen 4–0-ra, de a Chelsea is parádézott, és 8–0-ra legyőzte a Wigant. A csapatnak így nem sikerült zsinórban negyedszerre megnyernie az angol bajnokságot. A 2009–2010-es idény bajnoka a Chelsea FC lett.
A következő szezon előtt ismét nem érkeztek sztárok az Old Traffordra, de a klub megszerezte Javier „Chicharito” Hernándezt, a mexikói válogatott csatárát a Guadalajarától és az ifjú angol középhátvédet, Chris Smallingot a Fulhamtől. Kettejük közül különösen Hernández első manchesteri tétmeccse, a Chelsea elleni Community Shield döntője lett emlékezetes, amikor a fiatal támadó úgy szerzett gólt, hogy estében fejbe rúgta saját magát. A mérkőzésen a Manchester volt jobb fizikális állapotban, és 3–1-re győzött Valencia, Hernández és Berbatov góljával. A szezont egy 3–0-s, Newcastle elleni győzelemmel nyitotta a United, majd egy idegenbeli 2–2-vel folytatta a Fulham ellen, így összességében jól kezdett. A manchesteriek hazai pályán elsöprő fölénnyel hozták a győzelmeket, de idegenben szokatlanul sok döntetlen csúszott be, leginkább a mérkőzés végén kapott gólok miatt. Hernández általában csereként beállva folyamatosan lőtte a gólokat, Smalling jól tudta helyettesíteni a sérülésekkel küszködő Rio Ferdinandot, kiszorítva a gyengébb szezont kifogó Jonny Evanst. Wayne Rooney sérülése és magánéleti botrányai miatt nem teljesített jól, de a helyét átvette a pálya jobb szélén Nani és a fő gólgyáros, Dimitar Berbatov. A United nem teljesített kiemelkedően, mint a villámrajtot vevő Chelsea, de nagyon kiegyensúlyozott volt, utolérte, majd megelőzte az idény végére gyengébb formába kerülő londoni riválist. A Carling kupában gyorsan és megalázóan estek ki: a cserékkel kiálló MU idegenben 4–0-ra kapott ki a szezon végén kieső West Ham Unitedtől, de az is rossz hír volt a Unitednek, hogy az első számú kapus, Edwin van der Sar decemberben bejelentette, nem hosszabbítja meg az év végén lejáró szerződését. Berbatov mesterhármast lőtt a Liverpool elleni rangadón és a Birmingham elleni, 5–0-ra megnyert meccsen, illetve ötöt rúgott a Blackburn elleni 7–1-es győzelem során. Ugyanakkor idegenben továbbra sem ment igazán a Unitednek, alig-alig győzött, de egészen februárig nem kapott ki. Első vereségét a Wolverhampton Wanderers FC ellen szenvedte el a csapat, viszont ugyanabban a hónapban legyőzte a Manchester City-t Wayne Rooney szépségdíjas góljával. A március nem indult a legjobban a Unitednek, először a Chelsea, majd a Liverpool otthonában kapott ki. Ez után viszont a csapat kezdett újra magára találni, a Bajnokok Ligájaban megverte a Chelsea-t és a döntőig jutott, ahol viszont az FC Barcelona nyert 3–1-re a Wembley stadionban. Az FA-kupában az elődöntőig meneteltek, a bajnokságot pedig május végén megnyerték.

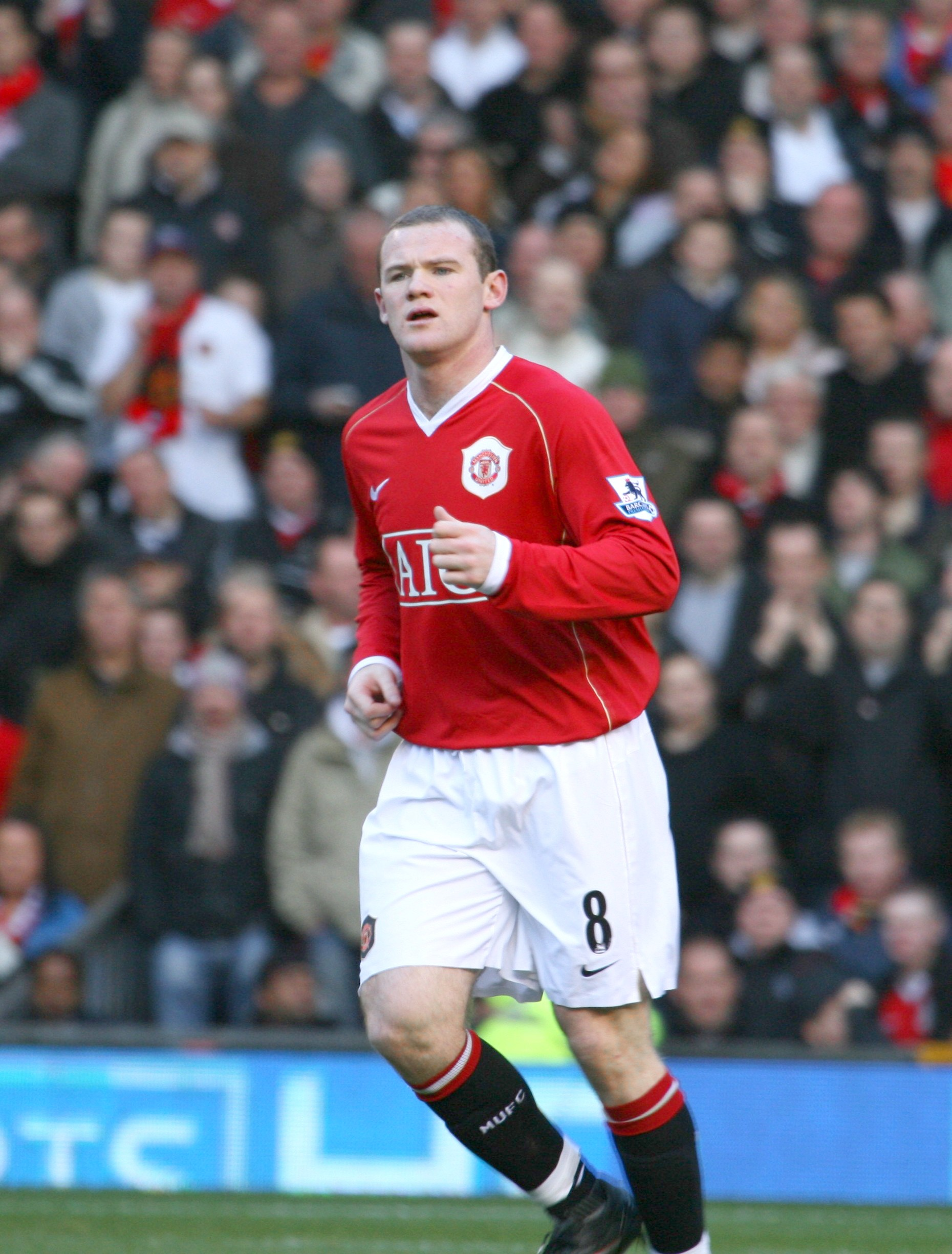
Wayne Rooney 2004-ben 18 évesen érkezett az Old Traffordra

A 2011–2012-es szezon rajtja kifejezetten jól kezdődött a csapatnak, annak ellenére, hogy Edwin van der Sar, majd Paul Scholes is visszavonult a nyáron. A csapat 3–2-re megnyerte a szuperkupát, legyőzve a városi riválist. A manchesteriek ezután legyőzték a Tottenham Hotspur FC-t, majd történelmi, 8–2-es vereséget mértek az Arsenalra, és legyőzték a Chelsea-t is. De ezek után a klub történelmének egyik legnagyobb veresége következett, amikor október 23-án a Manchester City az Old Traffordon 6–1-re győzött. Közben hatalmas sérülési hullám is nehezítette Sir Alex Ferguson dolgát. Ősz és karácsony között a csapat kiesett a ligakupából, amit a Bajnokok Ligája-kiesés követett, miután az FC Basel legyőzte a vörös ördögöket. Így a csapatnak először kellett az Európa-ligában szerepelnie. Még nagyobb csapás volt, hogy a csapatkapitány, Nemanja Vidić az egész szezonra, Darren Fletcher pedig betegsége miatt hosszabb időre kidőlt. 2012 januárjában viszont visszatért Paul Scholes, enyhítve a középpályán kialakult gondokon. Visszatérése nagy hatással volt a csapatra. A rangadókat ezután egymás után húzta be a csapat, csupán a Chelsea ellen játszott döntetlent, 3–0-ról felállva 3–3-ra javított. Ezek után egyértelmű lett, hogy Manchesterbe kerül a Premier League trófeája, csak az volt a kérdés, hogy a Manchester City vagy a United otthonába kerül a serleg. Az Európa-liga-szereplést nagyon gyorsan letudta a csapat. Idegenben nyertek az AFC Ajax ellen, majd hazai pályán kikaptak, de továbbjutottak. A Bilbao Athletic ellen viszont kiestek, kettős vereséggel. A sok sérülés ellenére a csapat mindvégig harcban volt, hogy megvédhesse címét, végül azonos pontszámmal, de rosszabb gólkülönbsége miatt alulmaradt városi riválisával szemben.
A 2012–2013-as szezon elején erősödött a United, többek között a csapathoz érkezett az Arsenal korábbi gólvágója, Robin van Persie és a Borussia Dortmund középtámadója, Kagava Sindzsi. Ennek ellenére már rögtön az első fordulóba kikapott a csapat az Everton otthonában. Novemberig a United rekordot döntött a vesztes helyzetből való feltámadásokból, ezek közül az Aston Villa elleni 2–3 emelkedik ki, ahol 2–0-ra vezetett a Villa, mégis kikapott. A csapat sikeréhez nagyban hozzájárult, hogy Wayne Rooney és van Persie remek kettőst alkotott, a holland pedig ontotta a gólokat. Novemberig három vereség és egy döntetlen volt a mérlege a csapatnak, sok volt a győzelem, de elég sok volt a kapott gól is. A Reading FC ellen például úgy nyertek, hogy az első 35 perc után már 3–4 volt az állás. Decembertől februárig viszont nagyon beindultak a vörös ördögök. Ezt a Real Madrid elleni, máig vitatott 1–2-es hazai BL-búcsú szakította meg (Nani pirosának jogosságát ma is sokan vitatják). Ezután kissé leeresztett a csapat, kiestek az FA-kupából, az MU hazai pályán 2–0-ról játszott döntetlent, majd idegenben kikapott a Chelsea-től. A szurkolók mégsem csüggedhettek, mert miután a Tottenham Hotspur FC legyőzte a városi rivális Cityt, az MU 3–0-ra megverte az Aston Villát, Robin van Persie másodszor is mesterhármast szerzett a United színeiben, és megszerezte pályafutása első, a United 13. Premier League-győzelmét.
2013. május 8-án Ferguson bejelentette, hogy az idény végén visszavonul. Továbbra is a Unitednál marad, a vezetőségben ténykedik tovább.

### A Ferguson-érát követő évtized (2013–2023)
Ferguson utódja David Moyes, az Everton edzője lett, és bár vele is hosszú távra terveztek – hatéves szerződést kötöttek –, 10 hónap múlva már az időközben visszavonult Ryan Giggs volt a megbízott menedzser, Moyest a gyenge eredmények miatt 2014. április 22-én menesztették. A bajnokságban csak a 7. helyen végeztek, ami azt jelentette, hogy 1990 óta először nem indulhattak egyik nemzetközi kupában sem.
2014. május 19-én Louis van Gaalt nevezték ki a csapat élére, és olyan játékosok érkeztek, mint a kolumbiai gólzsák, Radamel Falcao és a Real Madrid argentin szélsője, Ángel Di María. Azonban mindkettőjük játéka csalódást okozott, ahogy a csapat szezonja is, bár a bajnokságban elért 4. hely azt jelentette, hogy a következő szezonban újra a Bajnokok Ligájában indulhattak. Ott azonban a csoportkört sem sikerült túlélniük, és hiába érkeztek fontmilliókért olyan játékosok, mint a világbajnok Bastian Schweinsteiger, a csodatininek tartott Anthony Martial vagy a holland gólkirály, Memphis Depay, az eredmények nem javultak. December végén csak ötödikek voltak a bajnokságban, egy nyolcmeccses nyeretlenségi szériát is bemutatva, amire a klub történetében legutóbb az 1961–1962-es szezonban volt példa. Az Európa-ligából hamar kiestek, a dán Midtjyllandot még búcsúztatták, azonban az ősi rivális Liverpool kiejtette őket. A bajnokságot az 5. helyen fejezték be, így lemaradtak a következő évi BL-indulásról. A szezont a Crystal Palace ellen hosszabbítás után 2–1-re megnyert FA-kupa döntővel zárták, közel három év után újra jelentős trófeát nyerve.

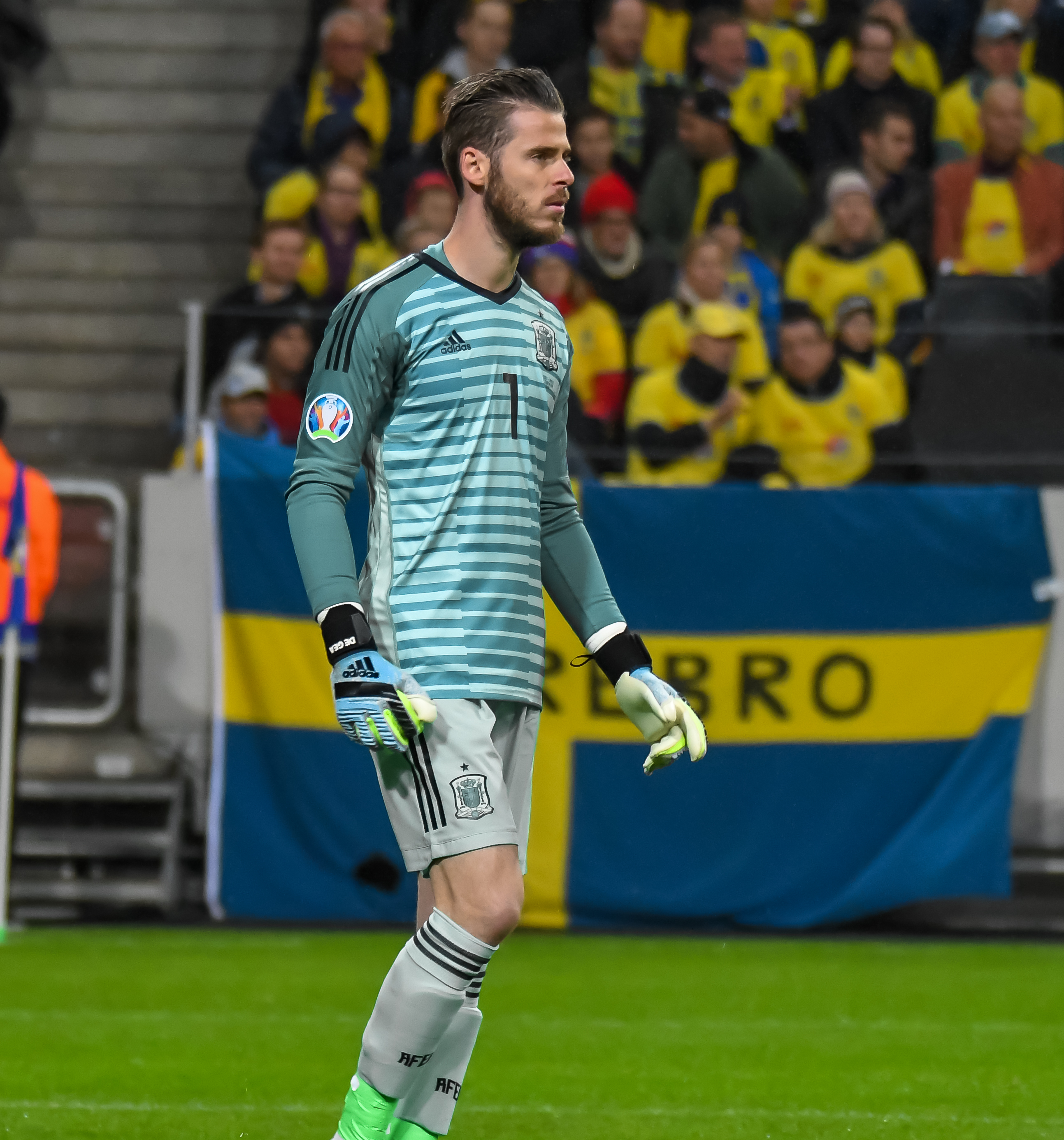
David de Gea évekig a United egyik legjobbja volt, sorozatban négyszer elnyerve az év játékosa díjat 2014 és 2018 között

Van Gaal a szezon végén távozott, helyére a Chelsea korábbi trénere, José Mourinho érkezett. Az új menedzserrel klasszis játékosok is érkeztek, többek közt Zlatan Ibrahimović a Paris Saint-Germaintől és Henrih Mhitarján a Borussia Dortmundtól. A 2016–17-es idény első tétmérkőzése augusztus 7-én a Leicester City elleni Community Shield mérkőzés volt, amelyet Jesse Lingard és Ibrahimović góljaival 2–1-re megnyert a United. Augusztus 8-án Paul Pogba szerződtetését is bejelentette a klub. A francia válogatott középpályásért 105 millió eurót fizetett a United, ami új átigazolási világrekord. A Vörös Ördögök szezonja felemásra sikeredett. Megnyerték a Ligakupát, és megdöntve a korábbi klubrekordot, 25 meccses veretlenségi sorozatot állítottak be a bajnokságba, ugyanakkor rengeteg döntetlent értek el, valamint sok szurkoló elégedetlen volt a csapat játékstílusával. Végül a klub csupán a 6. helyen végzett a Premier League-ben. Ugyanakkor (a klub történelme során először) megnyerték az Európa-liga 2016-2017-es kiírását, miután a döntőben az Ajaxot verték 2-0-ra Paul Pogba és Henrih Mhitarján góljaival Stockholmba, a Friends Arénában. Ezzel kiharcolták a következő évi Bajnokok-ligája indulást, ráadásul a United egy igen szűk elithez csatlakozott: a Juventus, Chelsea, Bayern München és az Ajax után ők lettek az 5. klub, akik mindhárom európai kupát megnyerték történelmük során. A nyári átigazolási szezonban Wayne Rooney tizenhárom év után elhagyta a csapatot és visszatért nevelőklubjához, az Evertonhoz.
A 2017-es UEFA-szuperkupa mérkőzésen a Bajnokok Ligája-győztes Real Madrid volt a Nemanja Matićcsal, Romelu Lukakuval és Victor Lindelöffel megerősített United ellenfele. A találkozót a spanyol csapat nyerte 2–1 arányban, miután Lukaku csak szépíteni tudott, miután a Real Madrid Casemiro és Isco góljaival kétgólos előnyt szerzett. A 2017–2018-as bajnoki idényt a második helyen zárta a csapat, újabb trófeát azonban nem sikerült nyernie.
2018. december 18-án, a Liverpooltól elszenvedett vereséget követően a klub vezetősége menesztette Jose Mourinhót. A Manchester United ekkor tizenkilenc pontos hátrányban volt a bajnoki tabellát vezető riválistól, illetve 11 pontra a még Bajnokok Ligája indulást érő negyedik helytől. December 19-én a klub volt játékosát, Ole Gunnar Solskjært nevezték ki az idény végéig a csapat élére. Solskjær első tizenkilenc tétmérkőzéséből tizennégyet megnyert, így 2019. március 28-án három évre szóló szerződést kötött vele a klub vezetősége.
2021 áprilisában a United egyike volt azon 12 klubnak, amely megegyezett az Európai Szuperliga megalapításában, azonban a rajongók felháborodását követően, a többi angol csapattal együtt, elállt csatlakozási szándékától. A negatív fogadtatás után Ed Woodward, a csapat alelnöke bejelentette, hogy év végén elhagyja pozícióját, illetve szóba került, hogy a Glazer család eladja a csapatot.
A 2020–2021-es idényt a Premier League-ben a második helyen zárta a csapat, és bejutott az Európa-liga-döntőbe, ahol a Villarreal volt Ole Gunnar Solskjaer csapatának ellenfele. A spanyol klub büntetőpárbajban múlta felül a Unitedet, amely így sorozatban negyedik szezonját zárta kupagyőzelem, illetve bajnoki cím nélkül. Ennek ellenére ebben a szezonban a csapat beállított saját rekordját a legnagyobb Premier League-győzelemért, mikor 9–0 arányban megverte a Southampton csapatát 2021. február 2-án. 2021. november 20-án Solskjær közös megegyezéssel lemondott menedzseri pozíciójáról. Átmenetileg Michael Carrick vette át a helyét, mielőtt bejelentették volna Ralf Rangnick német edzőt, mint a csapat megbízott menedzsere.
2022 júniusától a csapat menedzsere Erik ten Hag, asszisztensei pedig Mitchell van der Gaag és Steve McClaren lettek. A holland menedzser első trófeáját 2023 februárjában nyerte meg, mikor csapata 2–0-ra diadalmaskodott a Newcastle United ellen a ligakupa döntőjében. A Vörös Ördögök csapata közel hat év elteltével nyert újból trófeát. 2023. március 5-én történelmi vereséget szenvedett a csapat a rivális Liverpooltól az Anfielden, 7–0-ra kaptak ki, 1931 óta a legnagyobb gólkülönbséggel. A bajnokságot a 3. helyen zárta a United, míg bár bejutott az FA-kupa döntőjébe, ott azonban 2–1 arányban alulmaradt a városi rivális Manchester City-vel szemben. 2023. november 26-án az első csapat lett a United a Premier League történetében, akik 500 mérkőzést lehoztak kapott gól nélkül.

### A Ratcliffe-éra (2023–napjainkig)

#### Tulajdonosváltás
2022 novemberében, Cristiano Ronaldo második távozásának napján a SkySports kiadott egy cikket, amiben bejelentették, hogy a United tulajdonosa, a Glazer-család 17 év után eladni tervezi a csapatot vagy el fog fogadni befektetést a cégbe, amit mindössze órákkal később meg is erősített a klub. 2023 januárjában és februárjában több hivatalos ajánlat is érkezett a csapat megvételére, többek között a Sir Jim Ratcliffe tulajdonában álló INEOS-tól és Dzsászim bin Hamad esz-Szání katari bankártól.
A tranzakciót a The Raine Group tanácsadócégen keresztül végezte el a csapat. Az első határidő február 17. volt, hogy az érdekelt felek bejelentkezzenek a Glazer-családnál. A két fő ajánlattevő mellett az Elliott amerikai hedge fund, illetve az Ares, a Carlyle és a Sixth Street befektetési cégek is közölték, hogy megvásárolnák a klub egy kisebb részét. Az első liciteket követően az amerikai tulajdonosok április 28-át jelölték meg, mint az időpont, ameddig a felek emelhették ajánlatukat, amit Ratcliffe és Dzsászim sejk is megtettek. Ratcliffe ajánlata szerint a Glazer-család megtarthatta volna a csapat tulajdonjogának egy kisebb százalékát és az angol milliárdos 51%-ot kapott volna az egyezményben. Ratcliffe utolsó ajánlata, aminek következtében bin Hamad ál-Szání elhagyta a versenyt a csapatért, a klub 25%-ért és a cég labdarúgással foglalkozó ága fölötti teljes irányításért szólt, amely arányt a megegyezés utáni években növelni tervez. A katari bankár a folyamat során soha nem adta le a papírokat, amik bizonyították volna, hogy tényleg van pénze a klub megvásárlására, így a Glazer-család figyelmen kívül hagyta ajánlatát. A megegyezést végül 2023 karácsony estéjén jelentették be, mivel Ratcliffe ezt a napot tette meg végső határidőnek ajánlata elfogadására. A folyamat részeként november 15-én távozott a csapat vezérigazgatója, Richard Arnold. Helyére megbízott vezérigazgatóként a cég jogi tanácsadóját Patrick Stewartot, majd 2024 januárjában a City Football Group labdarúgással foglalkozó igazgatóját, Omar Berradát nevezték ki.
A hivatalos jóváhagyást a tulajdonosi teszt elvégzése után a Premier League 2024. február 13-án, az Angol labdarúgó-szövetség pedig másnap adta meg Ratcliffe-nek. A megegyezés hivatalos bejelentésére 2024. február 20-án került sor, miután a Manchester United egy sajtóközleményben bejelentette, hogy a Trawlers Ltd. (a Sir Jim Ratcliffe által létrehozott cég) megvásárolta a csapat 27,7%-át. A közleményben azt is bejelentették, hogy az év végére további 100 millió dollárt fog részvényekre költeni a Trawlers.

#### Az első évek
A 2023–2024-es szezon nem volt sikeres a United számára, a bajnokságban nyolcadik helyen zárták, ami a Premier League-érában legrosszabb helyezésük volt. Ennek ellenére eljutottak az FA-Kupa-döntőjéig, ahol 2–1-re legyőzték a Manchester City csapatát. Az időszakban több terv is született egy új stadion felépítésére az Old Trafford mellett, hiszen a több, mint száztíz éves aréna egyre rosszabb állapotba került. Ugyan a 2024–2025-ös szezon se kezdődött tökéletesen, a szezon első ligakupa-mérkőzésen történelmi győzelmet aratott a csapat a Barnsley ellen, 7–0-ra legyőzve a harmadosztályú együttest. Ez a csapat legnagyobb különbségű győzelme volt Ten Hag kinevezése óta, illetve a kiírás történetében is. Mindössze egy hónappal később viszont menesztették a holland edzőt, miután a United 14. volt a bajnokságban október végén. Négy nappal később a United bejelentette, hogy kivásárolták Rúben Amorim edzőt szerződéséből a Sportinggal, és november 11-én áll munkába. Átmenetileg Ruud van Nistelrooy vette át Ten Hag helyét, és négy mérkőzésén veretlen (3 győzelem, 1 döntetlen) volt a csapat. 2025 márciusában a United bejelentette egy új, 104 ezer fős befogadóképességgel rendelkező stadion felépítését. A 2024–2025-ös évadot a United a legrosszabb pontösszegével zárta a Premier League megalapítása óta, tizenötödikek lettek. Ezek mellett eljutott az Európa-liga-döntőig is, ahol 1–0-ra kikapott a Tottenhamtől.

## Klubszínek és címerek
Amikor még Newton Heath volt a gárda neve, a csapat játékosai zöld és aranyszínű csíkozással ellátott mezt viseltek. Ez a színösszeállítás az 1990-es években visszaköszönt néhány idegenbeli mezen. 1902-ben Manchester United lett az új név, és a színek is megváltoztak. A mez vörös, a nadrág fehér, a sportszár pedig fekete lett. Ezt a színösszeállítást használják mindmáig, innen a Vörös ördögök becenév. Voltak kivételek, mint például az 1909-es FA-kupa-döntő, ahol fehér mezt viseltek piros V-nyakkal. Ez a dizájn az 1920-as években is visszatért.
Az idegenbeli összeállítás általában fehér mezből, fekete rövidnadrágból és fehér sportszárból áll. Előfordult már az is, hogy kék-fehér csíkos, teljesen fekete vagy tengerészkék mezben szerepeltek idegenben.
A Manchester United jelenlegi mezét az Adidas tervezte. Mezszponzoruk a TeamViewer, amelynek logója fehér színnel szerepel a vörös mezen.
A klub címere többször megváltozott az évek során, de az alap mindig ugyanaz maradt. Az alapötlet és egyes motívumok Manchester városának címeréből származnak. Az ördög a Vörös ördögök becenév miatt kapott helyet rajta. Az utolsó átalakítás 1998-ban történt, ekkor a „Football Club” szavakat távolították el, a magyarázatok szerint ez azt jelzi, hogy a Manchester United több mint egy futballcsapat.

## Játékosok

### A jelenlegi keret
2025. augusztus 15. szerint.
| #  |     | Poszt | Név                |
| -- | --- | ----- | ------------------ |
| 1  | TUR | K     | Altay Bayındır     |
| 2  | POR | V     | Diogo Dalot        |
| 3  | MOR | V     | Núszír Mázráví     |
| 4  | NED | V     | Matthijs de Ligt   |
| 5  | ENG | V     | Harry Maguire      |
| 6  | ARG | V     | Lisandro Martínez  |
| 7  | ENG | KP    | Mason Mount        |
| 8  | POR | KP    | Bruno Fernandes    |
| 9  | DEN | CS    | Rasmus Højlund     |
| 10 | BRA | KP    | Matheus Cunha      |
| 11 | NED | CS    | Joshua Zirkzee     |
| 12 | NED | V     | Tyrell Malacia     |
| 13 | DEN | V     | Patrick Dorgu      |
| 15 | FRA | V     | Leny Yoro          |
| 16 | CIV | CS    | Amad               |
| 17 | ARG | CS    | Alejandro Garnacho |

| #  |     | Poszt | Név              |
| -- | --- | ----- | ---------------- |
| 18 | BRA | KP    | Casemiro         |
| 19 | CMR | CS    | Bryan Mbeumo     |
| 21 | BRA | CS    | Antony           |
| 23 | ENG | V     | Luke Shaw        |
| 24 | CMR | K     | André Onana      |
| 25 | URU | KP    | Manuel Ugarte    |
| 26 | ENG | V     | Ayden Heaven     |
| 30 | SVN | CS    | Benjamin Šeško   |
| 32 | DEN | CS    | Chido Obi        |
| 33 | ENG | V     | Tyler Fredricson |
| 35 | PAR | V     | Diego León       |
| 37 | ENG | KP    | Kobbie Mainoo    |
| 41 | ENG | V     | Harry Amass      |
| –  | ENG | CS    | Jadon Sancho     |

#### Kölcsönben lévő játékosok
| #  |     | Poszt | Név                                                         |
| -- | --- | ----- | ----------------------------------------------------------- |
| 36 | ENG | CS    | Ethan Wheatley (kölcsönben a Northampton Town csapatánál)   |
| 40 | CZE | K     | Radek Vítek (kölcsönben a Bristol City csapatánál)          |
| 43 | ENG | KP    | Toby Collyer (kölcsönben a West Bromwich Albion csapatánál) |
| 44 | ENG | KP    | Dan Gore (kölcsönben a Rotherham United csapatánál)         |
| 52 | ENG | CS    | Joe Hugill (kölcsönben a Barnet csapatánál)                 |
| –  | FRA | CS    | Enzo Kana-Biyik (kölcsönben a Lausanne-Sport csapatánál)    |
| –  | ENG | CS    | Marcus Rashford (kölcsönben a Barcelona csapatánál)         |

## Edzői stáb
| Pozíció                                           | Név                                                                                   |
| ------------------------------------------------- | ------------------------------------------------------------------------------------- |
| Vezetőedző                                        | Rúben Amorim                                                                          |
| Asszisztens edző                                  | Carlos Fernandes                                                                      |
| Másodedzők                                        | Adélio Cândido Emanuel Ferro                                                          |
| Egyéni játékosedző                                | Darren Fletcher Andreas Georgson                                                      |
| Kapusedző                                         | Jorge Vital                                                                           |
| Asszisztens kapusedző                             | Craig Mawson                                                                          |
| Rögzített játékhelyzetek                          | Andreas Georgson                                                                      |
| Erőnléti edző                                     | Richard Hawkins                                                                       |
| Sporttudós                                        | Paulo Barreira                                                                        |
| Elemző                                            |                                                                                       |
| Videóelemző                                       | Anthony Bates Stewart Heppinstall                                                     |
| Mérkőzéselemző                                    | Tom Green Luke Lazenby Kevin Keji                                                     |
| A felnőtt keret orvosa                            | Gary O’Driscoll                                                                       |
| A rehabilitációs és a fizioterápiai stáb vezetője | Robin Sadler                                                                          |
| Fitneszedző                                       | Paulo Gaudino Charlie Owen                                                            |
| A felnőtt keret erőnléti edzője                   | Michael Clegg                                                                         |
| A felnőtt keret fejlesztéseinek vezetője          | Edward Leng                                                                           |
| Az Akadémia vezetője                              | Nick Cox                                                                              |
| Játékosfejlesztési igazgató (U17–U23)             | Travis Binnion                                                                        |
| U21-es csapat edzője                              | Travis Binnion                                                                        |
| U18-as csapat edzője                              | Adam Lawrence                                                                         |
| Az U23-as csapat edzője                           | Mark Dempsey                                                                          |
| Utánpótlásedző                                    | Lee Unsworth Clayton Blackmore Tommy Martin Martin Drury Paul McShane Tom Huddlestone |

## Vezetőség
- Tulajdonos
  - Glazer-család a Red Football Shareholder Limited cégen keresztül (71,1%)
  - Ineos vegyipari cég a Trawlers Limited cégen keresztül (28,9%)[89]

Manchester United Limited
| Pozíció                      | Név |
| ---------------------------- | --- |
| Elnök                        | Avram Glazer Joel Glazer                                                                                      |
| Vezérigazgató                | Omar Berrada                                                                                                  |
| Pénzügyi igazgató            | Roger Bell |
| Műveleti igazgató            | Collette Roche                                                                                                |
| Jogi igazgató / Jogtanácsadó | Nincs betöltve                                                                                                |
| További igazgatók            | Bryan Glazer Kevin Glazer Edward Glazer Darcie Glazer Kassewitz John Reece Rob Nevin Robert Leitão John Hooks |

Manchester United Football Club
| Pozíció                                  | Név                                                             |
| ---------------------------------------- | --------------------------------------------------------------- |
| Tiszteletbeli elnök                      | Martin Edwards                                                  |
| Igazgatók                                | David Gill Michael Edelson Sir Bobby Charlton Sir Alex Ferguson |
| Klubtitkár                               | Rebecca Britain                                                 |
| Nemzetközi labdarúgáskapcsolati igazgató | Jean-Claude Blanc                                               |
| Sportigazgató                            | Jason Wilcox                                                    |
| Játékosbeszerzési igazgató               | Christopher Vivell                                              |
| Adatigazgató                             | Mike Sansoni                                                    |
| Labdarúgás-műveleti igazgató             | David Harrison                                                  |
| Technikai igazgató                       | Darren Fletcher                                                 |
| Játékos-teljesítményi igazgató           | Sam Erith                                                       |
| Személyzeti igazgató (HR)                | Kirstin Furber                                                  |

Végrehajtó bizottság
- Jim Ratcliffe résztulajdonos
- Joel Glazer résztulajdonos
- Dave Brailsford az Ineos sportigazgatója
- Omar Berrada vezérigazgató
- Nincs betöltve, sportigazgató
- Jason Wilcox szakmai igazgató
- Roger Bell pénzügyi igazgató
- Collette Roche műveleti igazgató

## Rekordok
A jelenleg is United-mezben aktív játékosok félkövérrel vannak kiemelve.

### Legtöbbször pályára lépők
|    | Név            | Évek                 | Nemzetiség    | Meccsek | Gólok |
| -- | -------------- | -------------------- | ------------- | ------- | ----- |
| 1  | Ryan Giggs     | 1991–2014            | Wales         | 963     | 168   |
| 2  | Bobby Charlton | 1956–1973            | Anglia        | 758     | 249   |
| 3  | Paul Scholes   | 1994–2011, 2012–2013 | Anglia        | 718     | 155   |
| 4  | Bill Foulkes   | 1952–1970            | Anglia        | 688     | 9     |
| 5  | Gary Neville   | 1992–2011            | Anglia        | 602     | 7     |
| 6  | Wayne Rooney   | 2004–2017            | Anglia        | 559     | 253   |
| 7  | David de Gea   | 2011–2023            | Spanyolország | 545     | 0     |
| 8  | Alex Stepney   | 1966–1978            | Anglia        | 539     | 2     |
| 9  | Tony Dunne     | 1960–1973            | Írország      | 535     | 2     |
| 10 | Denis Irwin    | 1994–2002            | Írország      | 529     | 33    |

### Legeredményesebbek
|    | Név            | Évek                 | Nemzetiség     | Meccsek | Gólok |
| -- | -------------- | -------------------- | -------------- | ------- | ----- |
| 1  | Wayne Rooney   | 2004–2017            | Anglia         | 559     | 253   |
| 2  | Bobby Charlton | 1956–1973            | Anglia         | 758     | 249   |
| 3  | Denis Law      | 1962–1973            | Skócia         | 404     | 237   |
| 4  | Jack Rowley    | 1937–1955            | Anglia         | 424     | 212   |
| 5  | Dennis Viollet | 1953–1962            | Anglia         | 293     | 179   |
| 5  | George Best    | 1963–1974            | Észak-Írország | 470     | 179   |
| 7  | Ryan Giggs     | 1990–2014            | Wales          | 963     | 168   |
| 7  | Joe Spence     | 1919–1933            | Anglia         | 510     | 168   |
| 9  | Mark Hughes    | 1983–1986, 1988–1995 | Wales          | 466     | 164   |
| 10 | Paul Scholes   | 1993–2011, 2012–2013 | Anglia         | 718     | 155   |

### Aranylabdások
| Dátum | Név               |
| ----- | ----------------- |
| 1964  | Denis Law         |
| 1966  | Bobby Charlton    |
| 1968  | George Best       |
| 2008  | Cristiano Ronaldo |

| Dátum | Név              | Helyezés |      | Dátum                | Név | Helyezés |                     | Dátum | Név | Helyezés |
| 1956  | Duncan Edwards   | 13.      | 1992 | Peter Schmeichel     | 5.  | 2004     | Ruud van Nistelrooy | 9.    |     |          |
| 1957  | Duncan Edwards   | 3.       | 1993 | Éric Cantona         | 3.  | 2004     | Cristiano Ronaldo   | 12.   |     |          |
| 1957  | Tommy Taylor     | 8.       | 1993 | Ryan Giggs           | 9.  | 2005     | Cristiano Ronaldo   | 20.   |     |          |
| 1958  | Harry Gregg      | 8.       | 1993 | Peter Schmeichel     | 12. | 2006     | Cristiano Ronaldo   | 14.   |     |          |
| 1960  | Bobby Charlton   | 7.       | 1994 | Éric Cantona         | 13. | 2007     | Cristiano Ronaldo   | 2.    |     |          |
| 1961  | Bobby Charlton   | 10.      | 1995 | Peter Schmeichel     | 35. | 2007     | Wayne Rooney        | 26.   |     |          |
| 1962  | Denis Law        | 11.      | 1996 | Éric Cantona         | 7.  | 2007     | Ryan Giggs          | 30.   |     |          |
| 1963  | Denis Law        | 4.       | 1996 | Karel Poborský       | 10. | 2007     | Carlos Tévez        | 30.   |     |          |
| 1963  | Bobby Charlton   | 8.       | 1997 | Peter Schmeichel     | 8.  | 2007     | Paul Scholes        | 36.   |     |          |
| 1965  | Bobby Charlton   | 5.       | 1997 | David Beckham        | 19. | 2008     | Wayne Rooney        | 13.   |     |          |
| 1965  | Denis Law        | 11.      | 1997 | Ryan Giggs           | 28. | 2008     | Nemanja Vidić       | 21.   |     |          |
| 1966  | Tony Dunne       | 18.      | 1998 | David Beckham        | 28. | 2008     | Edwin van der Sar   | 24.   |     |          |
| 1966  | Denis Law        | 18.      | 1999 | David Beckham        | 2.  | 2009     | Cristiano Ronaldo   | 2.    |     |          |
| 1967  | Bobby Charlton   | 2.       | 1999 | Roy Keane            | 6.  | 2009     | Wayne Rooney        | 8.    |     |          |
| 1967  | George Best      | 8.       | 1999 | Dwight Yorke         | 11. | 2009     | Ryan Giggs          | 14.   |     |          |
| 1968  | Bobby Charlton   | 2.       | 1999 | Jaap Stam            | 12. | 2009     | Nemanja Vidić       | 16.   |     |          |
| 1969  | George Best      | 6.       | 1999 | Peter Schmeichel     | 17. | 2011     | Wayne Rooney        | 5.    |     |          |
| 1969  | Bobby Charlton   | 15.      | 1999 | Ryan Giggs           | 21. | 2011     | Nani                | 22.   |     |          |
| 1971  | George Best      | 3.       | 1999 | Andrew Cole          | 26. | 2012     | Robin van Persie    | 9.    |     |          |
| 1971  | Bobby Charlton   | 22.      | 2000 | David Beckham        | 10. | 2012     | Wayne Rooney        | 15.   |     |          |
| 1979  | Gordon McQueen   | 21.      | 2000 | Fabien Barthez       | 12. | 2013     | Robin van Persie    | 7.    |     |          |
| 1981  | Bryan Robson     | 21.      | 2000 | Roy Keane            | 27. | 2014     | Ángel Di María      | 10.   |     |          |
| 1981  | Frank Stapleton  | 21.      | 2001 | David Beckham        | 4.  | 2016     | Zlatan Ibrahimović  | 13.   |     |          |
| 1983  | Bryan Robson     | 10.      | 2001 | Juan Sebastián Verón | 16. | 2016     | Paul Pogba          | 14.   |     |          |
| 1983  | Norman Whiteside | 18.      | 2001 | Fabien Barthez       | 28. | 2017     | David de Gea        | 20.   |     |          |
| 1984  | Bryan Robson     | 10.      | 2001 | Ryan Giggs           | 28. | 2018     | Paul Pogba          | 15.   |     |          |
| 1984  | Jesper Olsen     | 18.      | 2001 | Paul Scholes         | 28. | 2021     | Bruno Fernandes     | 21.   |     |          |
| 1984  | Gordon Strachan  | 18.      | 2002 | Ruud van Nistelrooy  | 13. | 2021     | Cristiano Ronaldo   | 6.    |     |          |
| 1985  | Bryan Robson     | 9.       | 2002 | Rio Ferdinand        | 21. | 2022     | Cristiano Ronaldo   | 20.   |     |          |
| 1987  | Bryan Robson     | 9.       | 2003 | Ruud van Nistelrooy  | 6.  | 2023     | André Onana         | 23.   |     |          |
| 1987  | Paul McGrath     | 17.      | 2003 | David Beckham        | 10. |          |                     |       |     |          |
| 1991  | Mark Hughes      | 9.       |      |                      |     |          |                     |       |     |          |
| 1991  | Gary Pallister   | 21.      |      |                      |     |          |                     |       |     |          |

### Legdrágább átigazolások
| Szerződtetett játékosok | Szerződtetett játékosok | Szerződtetett játékosok | Szerződtetett játékosok | Szerződtetett játékosok | Eladott játékosok | Eladott játékosok   | Eladott játékosok   | Eladott játékosok | Eladott játékosok |
| #                       | Játékos                 | Honnan                  | Összeg                  | Dátum                   | #                 | Játékos             | Hova                | Összeg            | Dátum             |
| ----------------------- | ----------------------- | ----------------------- | ----------------------- | ----------------------- | ----------------- | ------------------- | ------------------- | ----------------- | ----------------- |
| 1                       | Paul Pogba              | Juventus                | £89,3 millió            | 2016. augusztus         | 1                 | Cristiano Ronaldo   | Real Madrid         | £80 millió        | 2009. július      |
| 2                       | Antony                  | Ajax                    | £82 millió              | 2022. szeptember        | 2                 | Romelu Lukaku       | Internazionale      | £74 millió        | 2019. augusztus   |
| 3                       | Harry Maguire           | Leicester City          | £80 millió              | 2019. augusztus         | 3                 | Ángel Di María      | Paris Saint-Germain | £44,3 millió      | 2015. augusztus   |
| 4                       | Romelu Lukaku           | Everton                 | £75 millió              | 2017. július            | 4                 | Mason Greenwood     | Leeds United        | £26,6 millió      | 2024. július      |
| 5                       | Jadon Sancho            | Borussia Dortmund       | £73 millió              | 2021. július            | 5                 | Scott McTominay     | Napoli              | £25,7 millió      | 2024. augusztus   |
| 6                       | Rasmus Højlund          | Atalanta                | £72 millió              | 2023. augusztus         | 6                 | Daniel James        | Leeds United        | £25 millió        | 2021. augusztus   |
| 7                       | Casemiro                | Real Madrid             | £60 millió              | 2022. augusztus         | 7                 | David Beckham       | Real Madrid         | £24,5 millió      | 2003. június      |
| 8                       | Ángel Di María          | Real Madrid             | £59,7 millió            | 2014. augusztus         | 8                 | Morgan Schneiderlin | Everton             | £24 millió        | 2017. január      |
| 9                       | Lisandro Martínez       | Ajax                    | £57 millió              | 2022. július            | 9                 | Dean Henderson      | Crystal Palace      | £20 millió        | 2023. augusztus   |
| 10                      | Mason Mount             | Chelsea                 | £55 millió              | 2023. július            | 10                | Memphis Depay       | Lyon                | £16 millió        | 2017. január      |
| 10                      | Mason Mount             | Chelsea                 | £55 millió              | 2023. július            | 10                | Danny Welbeck       | Arsenal             | £16 millió        | 2014. szeptember  |

## Csapatkapitányok
| Dátum     | Név                   |
| --------- | --------------------- |
| 1878–1882 | Nem ismert            |
| 1882–1883 | E. Thomas             |
| 1883–1887 | Sam Black             |
| 1887–1891 | Jack Powell           |
| 1891–1892 | Bob McFarlane         |
| 1892–1893 | Joe Cassidy           |
| 1893–1894 | Nem ismert            |
| 1894–1896 | James McNaught        |
| 1896–1897 | Caesar Jenkyns        |
| 1897–1903 | Harry Stafford        |
| 1903–1904 | John Willie Sutcliffe |
| 1904–1905 | Jack Peddie           |
| 1905–1913 | Charlie Roberts       |
| 1913–1914 | George Stacey         |
| 1914–1915 | George Hunter         |
| 1915–1917 | Patrick O’Connell     |
| 1917–1918 | George Anderson       |
| 1918–1919 | Jack Mew              |
| 1919–1922 | Lal Hilditch          |
| 1922–1928 | Frank Barson          |
| 1928–1929 | Jack Wilson           |
| 1929–1930 | Charlie Spencer       |
| 1930–1931 | Jack Silcock          |
| 1931–1932 | George McLachlan      |
| 1932      | Louis Page            |
| 1932–1934 | Jack Silcock          |
| 1934–1935 | Bill McKay            |
| 1935–1937 | James Brown           |
| 1937–1939 | George Roughton       |
| 1939–1940 | Bill McKay            |
| 1940–1944 | Második világháború   |
| 1944–1945 | George Roughton       |
| 1945–1953 | Johnny Carey          |
| 1953      | Stan Pearson          |
| 1953–1955 | Allenby Chilton       |
| 1955–1958 | Roger Byrne           |
| 1958–1959 | Bill Foulkes          |
| 1959–1960 | Dennis Viollet        |
| 1960–1962 | Maurice Setters       |
| 1962–1967 | Noel Cantwell         |
| 1964–1968 | Denis Law             |
| 1968–1973 | Bobby Charlton        |
| 1973–1974 | George Graham         |
| 1974–1975 | Willie Morgan         |
| 1975–1982 | Martin Buchan         |
| 1982      | Ray Wilkins           |
| 1982–1994 | Bryan Robson          |
| 1992–1996 | Steve Bruce           |
| 1996–1997 | Éric Cantona          |
| 1997–2005 | Roy Keane             |
| 2005–2010 | Gary Neville          |
| 2010–2014 | Nemanja Vidić         |
| 2014–2017 | Wayne Rooney          |
| 2017–2018 | Michael Carrick       |
| 2018–2019 | Antonio Valencia      |
| 2019–2020 | Ashley Young          |
| 2020–2023 | Harry Maguire         |
| 2023–     | Bruno Fernandes       |

1. ↑  Első nem brit csapatkapitány
2. ↑  A csapat történetében leghosszabb ideig csapatkapitányként szolgáló játékos
3. ↑  Első csapatkapitány, aki nem a brit-szigetekről származott
4. ↑  Első csapatkapitány Európán kívülről és egyben az első dél-amerikai csapatkapitány

## Menedzserek és vezetőedzők
| Évek      | Név                             | Nemzetiség  |
| --------- | ------------------------------- | ----------- |
| 1892–1900 | A. H. Albut                     | Anglia      |
| 1900–1903 | James West                      | Anglia      |
| 1903–1912 | Ernest Mangnall                 | Anglia      |
| 1912–1914 | John James Bentley              | Anglia      |
| 1914–1922 | Jack Robson                     | Anglia      |
| 1922–1927 | John Chapman                    | Anglia      |
| 1926–1927 | Lal Hilditch                    | Anglia      |
| 1927–1931 | Herbert Bamlett                 | Anglia      |
| 1931–1932 | Walter Crickmer                 | Anglia      |
| 1932–1937 | Scott Duncan                    | Skócia      |
| 1937–1945 | Walter Crickmer                 | Anglia      |
| 1945–1969 | Matt Busby                      | Skócia      |
| 1958      | Jimmy Murphy (megbízott)        | Wales       |
| 1969–1970 | Wilf McGuinness                 | Anglia      |
| 1970–1971 | Matt Busby                      | Skócia      |
| 1971–1972 | Frank O’Farrell                 | Írország    |
| 1972–1979 | Tommy Docherty                  | Skócia      |
| 1977–1981 | Dave Sexton                     | Anglia      |
| 1981–1986 | Ron Atkinson                    | Anglia      |
| 1986–2013 | Sir Alex Ferguson               | Skócia      |
| 2013–2014 | David Moyes                     | Skócia      |
| 2014      | Ryan Giggs (megbízott)          | Wales       |
| 2014–2016 | Louis van Gaal                  | Hollandia   |
| 2016–2018 | José Mourinho                   | Portugália  |
| 2018–2021 | Ole Gunnar Solskjær             | Norvégia    |
| 2021–2021 | Michael Carrick (megbízott)     | Anglia      |
| 2021–2022 | Ralf Rangnick (ideiglenes)      | Németország |
| 2022–2024 | Erik ten Hag                    | Hollandia   |
| 2024      | Ruud van Nistelrooy (megbízott) | Hollandia   |
| 2024–     | Rúben Amorim                    | Portugália  |

## Szponzorok

### Jelenlegi támogatók
2025. augusztusi adatok alapján.
| Márka                 | Szponzor                                                |
| --------------------- | ------------------------------------------------------- |
| Qualcomm Snapdragon   | A United főszponzora (mellkas)                          |
| Adidas                | A United mezeinek gyártója                              |
| DXC Technology        | A United főszponzora (kar) és digitális partnere        |
| Coca-Cola             | A United hivatalos szémsavas üdítő-partnere             |
| Apollo Tyres          | A United hivatalos gumiabroncs-gyártója                 |
| Betfred               | A United hivatalos fogadópartnere                       |
| Cadbury               | A United hivatalos partnere                             |
| Canon Medical Systems | A United egészségügy-rendszer-szponzora                 |
| Casillero del Diablo  | A United hivatalos borszponzora                         |
| DHL                   | A United hivatalos logisztikai partnere                 |
| Doo Group             | A United hivatalos pénzügyi kereskedelmi partnere       |
| Estée Lauder          | A United hivatalos bőrápolási partnere                  |
| Extreme Networks      | A United hivatalos Wi-Fi és Wi-Fi-adatelemzési partnere |
| Konami                | A United hivatalos videójáték-partnere                  |
| Malaysia Airlines     | A United hivatalos légitársaság-partnere                |
| Mlily                 | A United hivatalos matrac-, és párnapartnere            |
| Paul Smith            | A United hivatalos öltönypartnere                       |
| Remington             | A United hivatalos elektronikai szépségpartnere         |
| Sokin                 | A United globális üzletfizetési rendszerpartnere        |
| TeamViewer            | A United globális partnere                              |
| Tiger Beer            | A United sörpartnere                                    |
| Visit Malta           | A United hivatalos globális partnere                    |

### A klub eddigi mezszponzorai
| Márka      | Évek      |
| ---------- | --------- |
| Sharp      | 1982–2000 |
| Vodafone   | 2000–2006 |
| AIG        | 2006–2010 |
| AON        | 2010–2014 |
| Chevrolet  | 2014–2021 |
| TeamViewer | 2021–2024 |
| Snapdragon | 2024–2029 |

Az első mezgyártó az Umbro volt, amelyet az 1975-ben az Admiral váltott fel. 1980-tól körülbelül 12 évig az Adidas készítette a vörös mezeket, aztán 1992-ben átvette megint a mezek készítését a helyi Umbro. Ezt követően a csapat 13 éves, 302,9 millió fontos szerződést kötött a Nike-val. A szerződés lejártával, 2015-ben, a csapat 10 éves, 750 millió fontos szerződést kötött az Adidasszal. 2023 augusztusában ezt a szerződést meghosszabbították további tíz évre (2025–2035), 1,1 milliárd dollárért (900 millió font), ami az eredeti megegyezéshez hasonlóan rekordnak számított.

## Testvér csapatok
- Connah's Quay Nomads[128]
- Desportivo Brasil[129]
- Twente[130]
- Fluminense[131]
- Manglerud Star Toppfotball[128]
- Parramatta Eagles[128] (megszűnt)
- Brommapojkarna[128] (megszűnt)
- Livingston[132]
- Newport County[133]
- Royal Antwerp[134]
- Shelbourne[128]
- Walsall[128]
- Western Province United[135]

## Női csapat
A Manchester United női csapata, a Manchester United Ladies FC 1977-ben alakult, de csak a 2001–02-es szezontól vált a United hivatalos tagjává. Az angol harmadosztályban szerepeltek egészen a 2004–05-ös idényig, amikor pénzügyi okok miatt feloszlottak. Sok kritika érte a Manchester Unitedet, amiért hatalmas éves bevételeiből nem segített rajtuk. 2018 májusában újra létrehozták a csapatot, amit a másodosztályba soroltak.

## Akadémia
A Manchester United akadémiája (rajongói körökben: La Carrington) a világ egyik legkiemelkedőbb utánpótlás-nevelési szervezete. Erre tökéletes példák a Busby Bébik és Fergie Fiókái, két, szinte teljesen utánpótlás-játékosokból felépített csapatok, akik kiemelkedő sikereket értek el hazai és nemzetközi szinten is. Ezeknek a kereteknek olyan játékosok voltak tagjai, mint Duncan Edwards, Wilf McGuinness, David Pegg, Roger Byrne és Dennis Viollet, illetve Ryan Giggs, Paul Scholes, David Beckham és Gary Neville.

## Szurkolók
A második világháború előtt kevés szurkoló kísérte el Angliában a csapatokat az idegenbeli meccsekre, mivel költséges és időigényes volt az utazás, ráadásul sokkal kevesebb embernek volt autója. Amíg a City és a United felváltva játszotta hazai meccseit, a manchesteriek egyik héten az egyik, másik héten a másik csapat meccsére látogattak ki, de a háború után komoly rivalizálás alakult ki, és ettől kezdve mindenki csak az egyik csapatért szorított.
1956-ban, amikor a United bajnok lett, az ő hazai meccseiket nézték meg a legtöbben, megdöntve a Newcastle United addigi csúcsát. Az 1958-as katasztrófa után egyre többen kezdtek a Vörös ördögöknek szurkolni, és többen jártak mérkőzésekre. Ennek köszönhető, hogy azóta szinte minden évben a Unitedet nézik meg a legtöbben Angliában. Ez akkor is így volt, amikor a csapat a másodosztályban szerepelt (1974–75).
Az 1990-es években és a 2000-es évek elején egyre több szurkolóban, szurkolói csoportban merültek fel ellenséges érzések a klub lehetséges felvásárlásáról hallván. A legaktívabb ilyen csoport az IMUSA (Independent Manchester United Suporters' Association, magyarul: Független Manchester United-szurkolók Szövetsége) volt, amely folyamatosan keményen támadta Rupert Murdoch-ot, aki 1998-ban tervezte a felvásárlást. A másik híres csoportosulás a Shareholders United Against Murdoch (Részvényesek Egyesülete Murdoch Ellen) volt, amelyet mára átneveztek Manchester United Supporters' Trustra. Utóbbiak lehetővé tették a szurkolók számára, hogy vásároljanak a klub részvényeiből, akiknek így nagyobb beleszólásuk lett az őket is érintő ügyekbe, például a jegyek, szezonbérletek árába. 2005-ben hatalmas volt a felháborodás, végül azonban Malcolm Glazer mégis többségi tulajdonossá vált. Ezért a drukkerek egy csoportja új csapatot alapított FC United of Manchester néven. Mindezek ellenére az átlagos nézőszám továbbra is emelkedik.
A Man United szurkolói által teremtett légkört többen kritizálták. 2000-ben a csapat akkori kapitánya, Roy Keane azt mondta róluk, hogy egy „szendvicszabáló csürhe, akik azt sem tudják, mi folyik a pályán”, Sir Alex Ferguson pedig egy 2008. január 1-jei nyilatkozatában panaszkodott a „temetői hangulatra”.

## Szezonok
| Szezon    | Bajnokság | Bajnokság | Bajnokság | Bajnokság | Bajnokság | Bajnokság | FA-Kupa     | Ligakupa   | Angol szuperkupa | UEFA FIFA                                                  | Házigólkirály     | Házigólkirály |
| Szezon    | Osztály   | M         | Gy        | D         | V         | Hely.     | FA-Kupa     | Ligakupa   | Angol szuperkupa | UEFA FIFA                                                  | Név               | Gólok         |
| --------- | --------- | --------- | --------- | --------- | --------- | --------- | ----------- | ---------- | ---------------- | ---------------------------------------------------------- | ----------------- | ------------- |
| 2019–2020 | Prem      | 38        | 18        | 12        | 8         | 3.        | Elődöntő    | Elődöntő   |                  | Európa-liga – Elődöntő                                     | Anthony Martial   | 23            |
| 2020–2021 | Prem      | 38        | 21        | 11        | 6         | 2.        | Negyeddöntő | Elődöntő   |                  | UEFA-bajnokok ligája – Csoportkör Európa-liga – Ezüstérmes | Bruno Fernandes   | 28            |
| 2021–2022 | Prem      | 38        | 16        | 10        | 12        | 6.        | 4. forduló  | 3. forduló |                  | UEFA-bajnokok ligája – Nyolcaddöntő                        | Cristiano Ronaldo | 24            |
| 2022–2023 | Prem      | 38        | 23        | 6         | 9         | 3.        | Ezüstérmes  | Győztes    |                  | Európa-liga – Negyeddöntő                                  | Marcus Rashford   | 30            |
| 2023–2024 | Prem      | 38        | 18        | 6         | 14        | 8.        | Győztes     | 4. forduló |                  | UEFA-bajnokok ligája – Csoportkör                          | Rasmus Højlund    | 16            |

## Stadionok

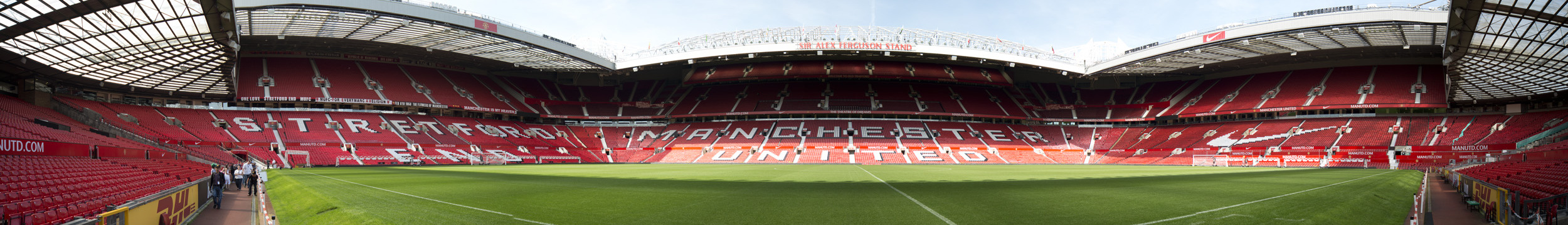
Az Old Trafford 2006-os kibővítése után

A Newton Heath megalakulása után a North Roadon lévő pályán játszotta meccseit, de a vendégcsapatok gyakran panaszkodtak, amiért az egyik kapunál „mocsár” volt, a másiknál meg „több volt a kavics, mint egy kőbányában”. Öltöző sem volt, a játékosok a tíz percre lévő kocsmában vették fel szerelésüket.
1893-ban átköltöztek a Claytonhoz közeli Bank Streetre. A helyzet itt sem volt sokkal jobb, alig néhány fűcsomó volt a homokos talajon, és alig lehetett látni a füsttől, amely a szomszédos gyárból jött. Egy alkalommal a Walsall Town Swifts nem volt hajlandó pályára lépni a körülmények miatt, ezért a gondnok leterített egy réteg homokot, így megrendezhették a meccset. A Swifts 14:0-ra kikapott, később tüntettek az eredmény ellen a pálya állapota miatt. A találkozót újra le kellett játszani, a vendégek ezúttal is vesztettek, 9:0-ra.
1902-ben közel került a csődhöz a Heath, és a végrehajtók bezárták a Bank Streetet. A klub az utolsó pillanatban mégis megmenekült, de szüksége volt egy pályára, amelyet ideiglenesen hazai meccseiken használhatott. A választás a szomszédős Hauphrey-ben lévő létesítményre esett.
A pénzügyi segítség után a már Manchester United néven futó csapat még mindig saját otthont keresett. 1909 áprilisában nagyobb földterületet vásároltak körülbelül 60 000 fontért. Ezután Archibald Leitch építészt bízta meg az elnök az új stadion (Old Trafford) megtervezésével, és 30 000 fontot adott neki az építési munkálatokra. Az avatóra 1910. február 19-én került sor egy Liverpool elleni meccs keretében, amelyet a United 4:3 arányban elveszített. A költözés nem is jöhetett volna jobbkor, néhány nappal az után, hogy lejátszották utolsó mérkőzésüket a Bank Streeten, a főlelátót lerombolta egy vihar.
1941. március 11-én, amikor a németek Angliát bombázták, két találat érte az Old Traffordot, a legnagyobb lelátó szinte megsemmisült. Az újjáépítés 1949-ben kezdődött, amelynek idejére ki kellett költözniük. Közel tíz évig a Manchester City pályáját, a Maine Roadot használták. Az éves bérleti díj közel 5000 font volt. Az építési munkálatokra 22 278 fontot kaptak a Vörös ördögök, egy háborús károk helyreállítását segítő szervezettől.
Az első komolyabb felújítás keretében a Stretford End és a nézőtér keleti fele fölé tető került, de a régi stílusú tartószerkezetek gátolták rálátást a pályára. Ennek kiküszöbölése érdekében újabb átalakításokra volt szükség, amelyek csak az 1993–1994-es szezonra készültek el.
A reflektorok felszerelésére az 1950-es években került sor, ekkor négy 55 méter magas oszlop került a pálya négy szegletébe, amelyekben egyenként 54 reflektor volt. Ez 40 000 fontjába került a csapatnak. A régi világítórendszert 1987-ben leszerelték, és egy sokkal modernebbet építettek be. Az új világítótesteket a tetőbe szerelték, ezek máig használatban vannak.
1990-ben, a Hillsborough-katasztrófa után elrendelték, hogy minden élvonalbeli csapat stadionjában csak ülőhelyek lehetnek. Emiatt az Old Trafford befogadóképessége 44 000 főre csökkent. 1995-ben az északi lelátót háromemeletesre bővítették, további 11 000 helyet létrehozva. Ezután folyamatos átalakítások következtek, a legutóbbi 2006-ban ért véget, amikor 68 000-ről 76 212-re nőtt a befogadóképesség.
2025 márciusában a United úgy döntött, hogy felépítenek egy új stadiont az Old Trafford mellett, amely 100 ezer fő befogadására lesz képes, és Európa legnagyobbja lenne.

## Riválisok
Nehéz lenne megnevezni a Manchester United első számú vetélytársát. A három hagyományos riválisa a Liverpool, a Manchester City és a Leeds United, bár a 2000-es években az Arsenallal és a Chelsea-vel is komoly versengés alakult ki. A legtöbb szurkoló szemében a 'Pool a legnagyobb „ellenség”, ez főleg a két csapat hatalmas sikereinek köszönhető, de vannak olyanok is, aki a városi rivális Cityt utálják a leginkább. A Liverpoollal való versengés története az 1960-as évekig nyúlik vissza, akkoriban e két klub volt Anglia legerősebb klubja, és általában fej-fej mellett harcoltak a bajnoki címért. Mivel a United és a City általában egyazon osztályban szerepelt, a rivalizálás már az 1890-es években elkezdődött.
A Leeds Uniteddel való ellentét a Yorkshire–Lancashire szembenállásra vezethető vissza. A kettejük közötti harc az 1960-as évek végén kezdődött, amikor a LUFC feljutott az élvonalba. A kapcsolatuk 1992-ben volt a legrosszabb, amikor a Leeds legyőzte a Manchestert a bajnoki címért folyó versengésben. Az Arsenallal szembeni ellenszenv már inkább a pályán történt dolgok eredménye, az 1990-es években szinte minden trófeáért ez a két csapat vívott harcot.

## Sikerlista

### Áttekintés

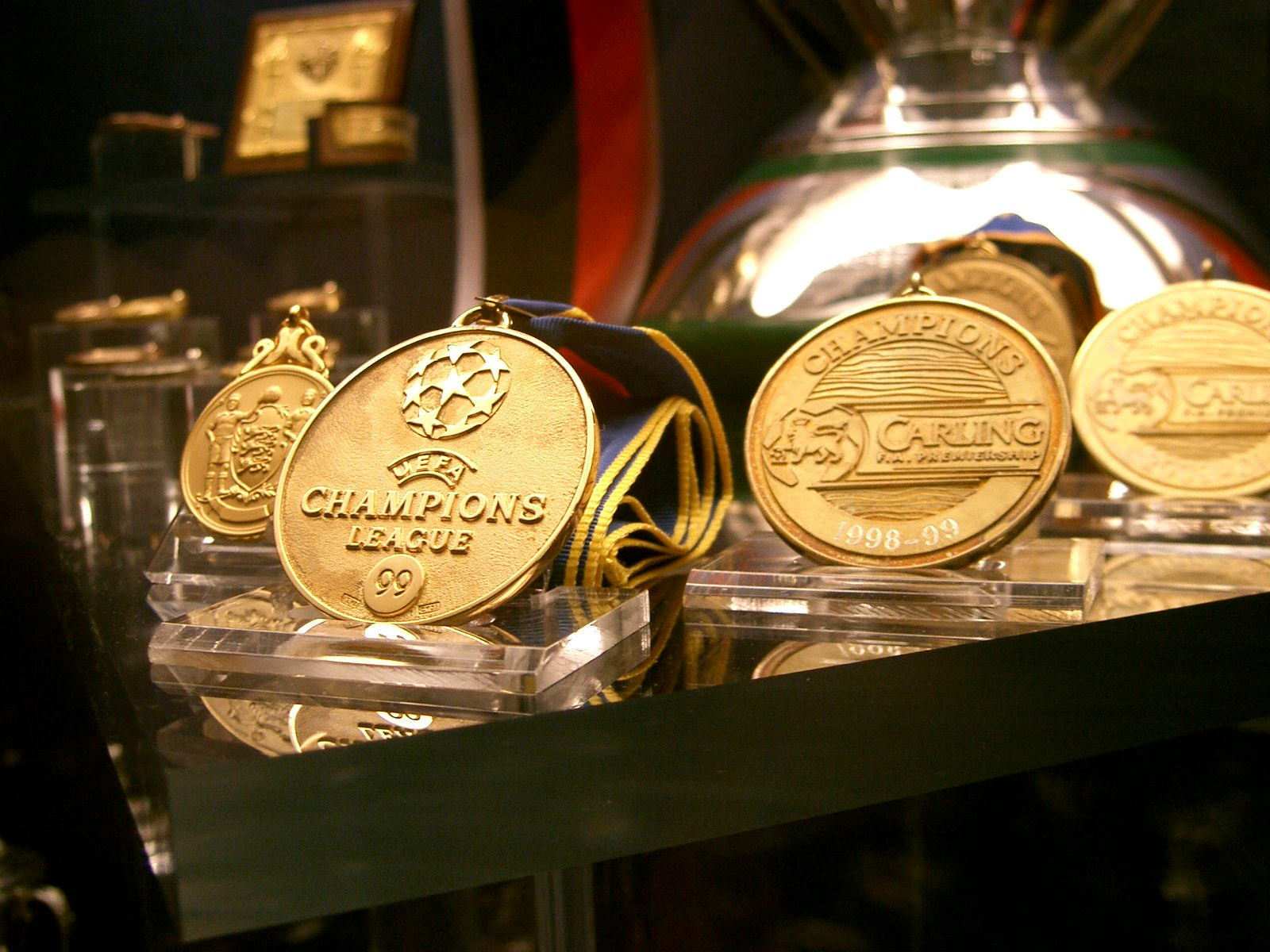
Az 1998–1999-es triplázás során megszerzett érmek a Manchester United Múzeumban

A Manchester United Európa egyik legsikeresebb labdarúgócsapata trófeákat tekintve. A csapat első címe az 1886-os Manchester-kupa volt, amit még Newton Heath LYR néven nyertek el. 1908-ban volt először bajnok a United, majd a következő évben első kupagyőzelmét is bejegyezte a csapat. Azóta rekordnak számító húsz bajnoki címet nyertek meg (szintén rekord – 13 – Premier League-címmel) és tizenkét FA-Kupa-címüket mindössze az Arsenal (14) előzi meg. Ezeknek a címeknek köszönhetően a United rekordnak számító harminc alkalommal szerepelt az angol szuperkupában (amit az előző szezon bajnoka és kupagyőztese játszik), amit szintén rekord huszonegy alkalommal nyert meg a csapat. A huszonegy döntőből négyszer döntetlen lett. végeredmény, így megosztotta a két csapat a trófeát.
A csapat kiemelkedően sikeres volt Matt Busby vezetése alatt, kinek első trófeája az 1948-as FA-Kupa volt, majd két évtizeddel később edzősége elérte a csúcspontot, mikor a United lett az első angol csapat, ami európai kupát nyert. A két trófea közötti időszakban ötszörös bajnokok lettek a Vörös Ördögök. A csapat legsikeresebb évtizede viszont az 1990-es évek voltak, Alex Ferguson irányítása alatt, öt bajnoki címet, négy FA-Kupát, egy ligakupát, öt angol szuperkupát, egy UEFA-bajnokok ligáját, egy Kupagyőztesek Európa-kupáját, egy UEFA-szuperkupát és egy Interkontinentális kupát megnyerve. A csapat háromszor duplázott (megnyerve a bajnokságot és az FA-Kupát), 1995–1996-ban az első csapat lettek, akiknek ez kétszer is sikerült, így ez a szezonjuk dupla-dupla néven lett ismert. 1999-ben az egyetlen brit csapat lett a United, ami elnyerte az Interkontinentális kupát és egyike annak a három brit csapatnak, ami klubvilágbajnok lett, 2008-ban. 1999-ben az első angol csapat lett a Manchester United, ami triplázott. 2017-ben a United legyőzte a holland Ajax csapatát az Európa-liga döntőjében, amivel a United az ötödik csapat lett a Juventus, az Ajax, a Bayern München és a Chelsea után, ami megnyerte az európai triplát, azaz magáénak tudhatta legalább egyszer a Bajnokcsapatok Európa-kupája/UEFA-bajnokok ligája, a Kupagyőztesek Európa-kupája és az UEFA-Kupa/Európa-liga címeket.
A csapat a legutóbbi trófeáját 2024 májusában nyerte el, a 2023–2024-es kupa döntőjében.

### Lista
- Bajnoki győzelem, azaz First Division és Premier League:[149][150] 20 győzelem (rekord)
  - 1908, 1911, 1952, 1956, 1957, 1965, 1967, 1993, 1994, 1996, 1997, 1999, 2000, 2001, 2003, 2007, 2008, 2009, 2011, 2013
- Másodosztályú bajnok:[151] 2 győzelem
  - 1936, 1975
- Angol kupagyőzelem (FA Cup): 13 győzelem
  - 1909, 1948, 1963, 1977, 1983, 1985, 1990, 1994, 1996, 1999, 2004, 2016, 2024
- Ligakupa-győzelem (League Cup): 6 győzelem
  - 1992, 2006, 2009, 2010, 2017, 2023
- Bajnokcsapatok Európa-kupája (BEK), illetve UEFA-bajnokok ligája (UEFA Champions League): 3 győzelem
  - 1967–1968, 1998–1999, 2007–2008
- Kupagyőztesek Európa-kupája (KEK, UEFA Cup Winners' Cup): 1 győzelem
  - 1991
- Interkontinentális Kupa: 1 győzelem
  - 1999
- FIFA-klubvilágbajnokság: 1 győzelem
  - 2008
- Európai Szuperkupa: 1 győzelem
  - 1991
- Európa-liga: 1 győzelem
  - 2017
- Angol szuperkupa-győztes (az angol bajnok és kupagyőztes viadala): 21 győzelem (rekord)
  - 1908, 1911, 1952, 1956, 1957, 1965*, 1967*, 1977*, 1983, 1990*, 1993, 1994, 1996, 1997, 2003, 2007, 2008, 2010, 2011, 2013, 2016 (* megosztva)
- BBC Év Sportolója Díj (BBC Sports Personality of the Year Team Award): 2 győzelem
  - 1968, 1999

### Duplák és triplák
- Duplák
  - Bajnokság és FA-Kupa: 3 alkalommal (1993–1994, 1995–1996, 1998–1999)
  - Bajnokság és UEFA-bajnokok ligája: 2 alkalommal (1998–1999, 2007–2008)
  - Bajnokság és Ligakupa: 1 alkalommal (2008–2009)
  - Ligakupa és Európa-liga: 1 alkalommal (2016–2017)
- Triplák
  - Bajnokság, FA-Kupa és UEFA-bajnokok ligája: 1 alkalommal (1998–1999)

Olyan rövid ideig (esetleg csak egy-egy mérkőzésig) tartó kiírásokat, mint az angol vagy az európai-szuperkupák, az interkontinentális kupa és a klubvilágbajnokság általában nem tekintik duplák vagy triplák részeinek, így itt sincsenek felsorolva.